# Kompleks budynków Sejmu Rzeczypospolitej Polskiej
Kompleks budynków Sejmu Rzeczypospolitej Polskiej – zespół budynków znajdujący się w Warszawie przy ulicy Wiejskiej 4/6/8 oraz ul. Wiejskiej 1, użytkowany przez Sejm i Senat Rzeczypospolitej Polskiej.
Budowa kompleksu rozpoczęła się po odzyskaniu niepodległości przez Polskę w 1918.
Wszystkie obiekty znajdujące się na terenie kompleksu wraz z terenami zielonymi są zarządzane przez Kancelarię Sejmu.

## Miejsca obrad parlamentu do 1918

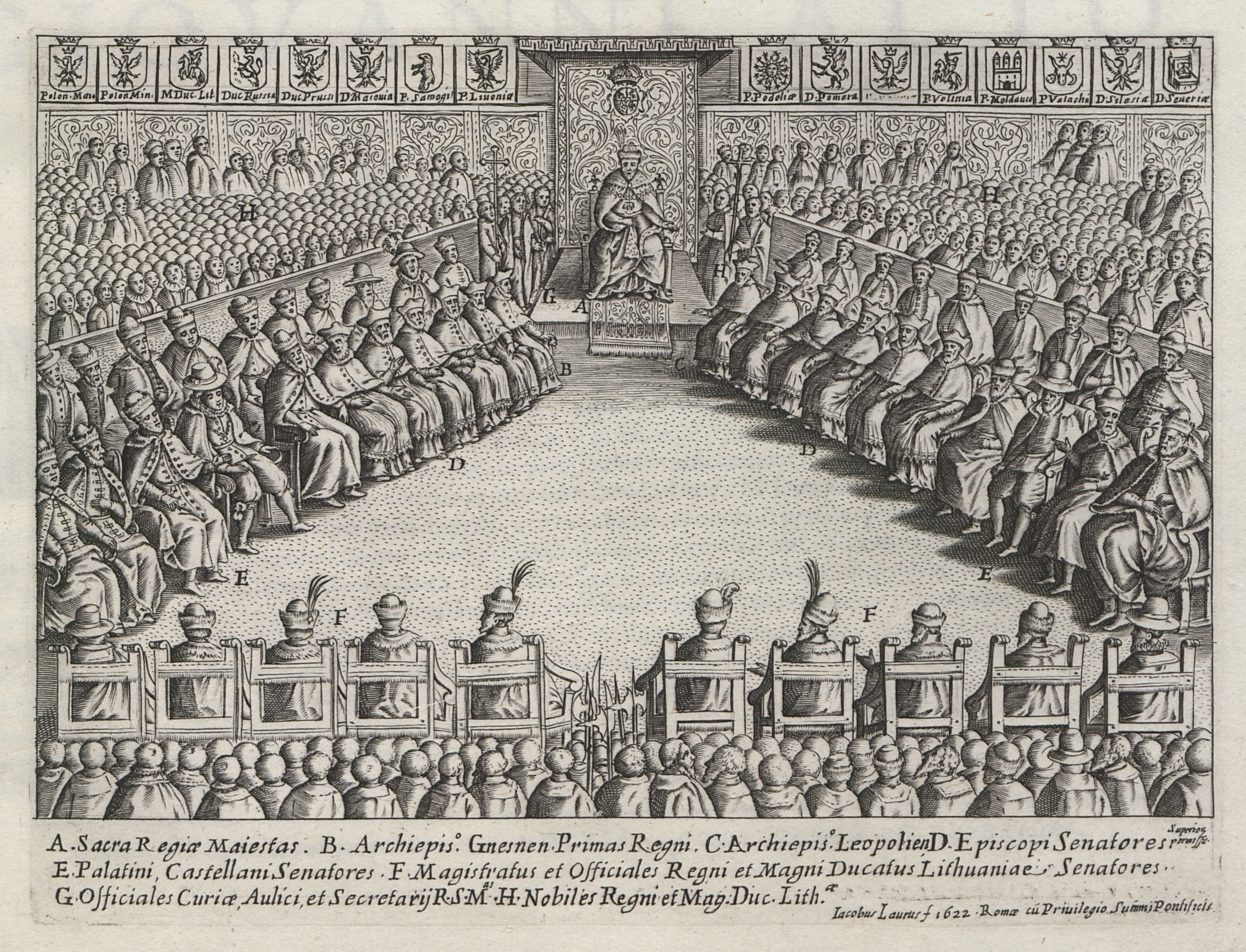
Sejm na Zamku Królewskim w Warszawie w 1622 roku

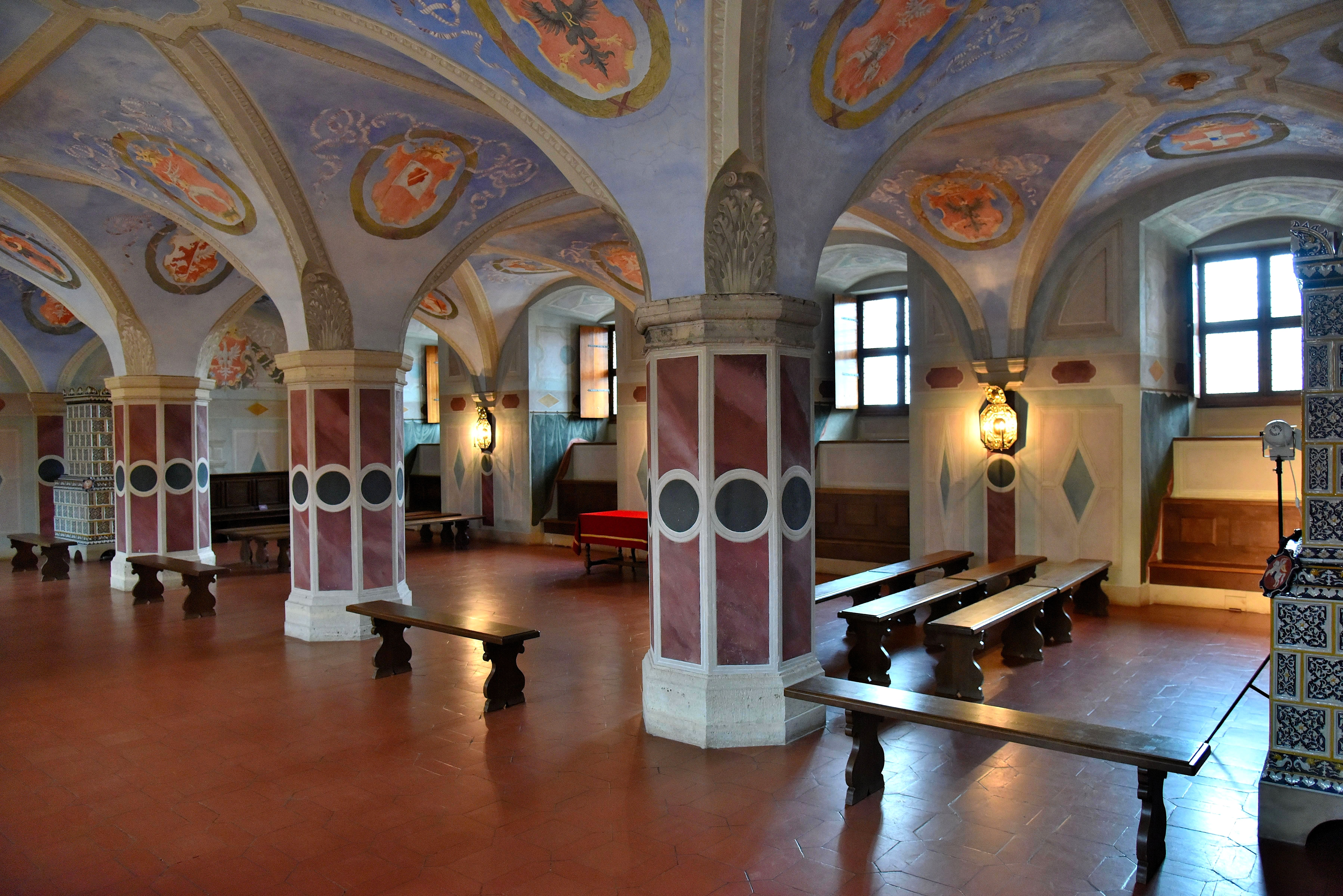
Dawna Izba Poselska, pierwsze miejsce posiedzeń sejmu na Zamku Królewskim w Warszawie

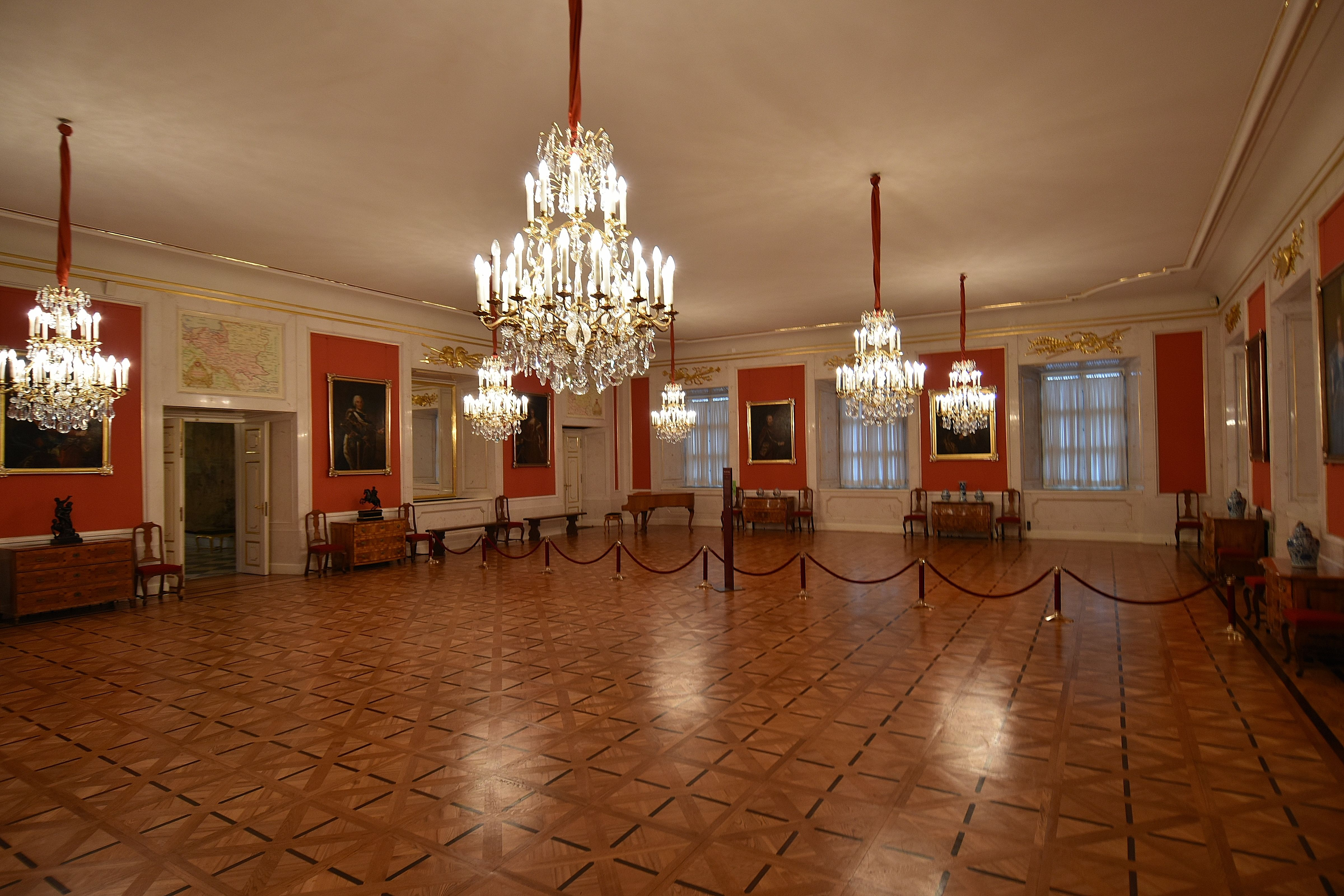
Nowa Izba Poselska na Zamku Królewskim w Warszawie

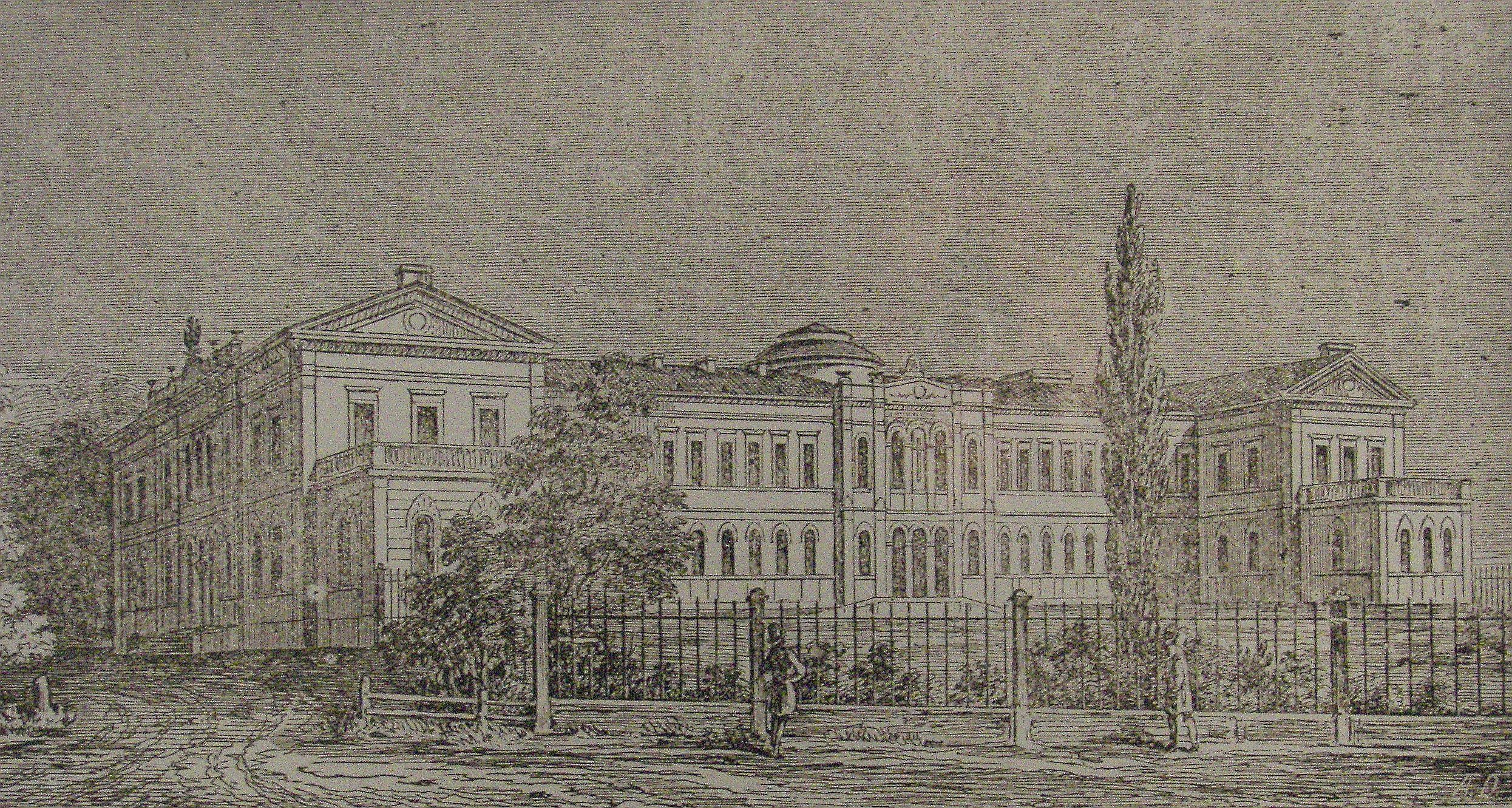
Instytut Szlachecki przy ul. Wiejskiej (1852). Siedziba Sejmu od 10 lutego 1919

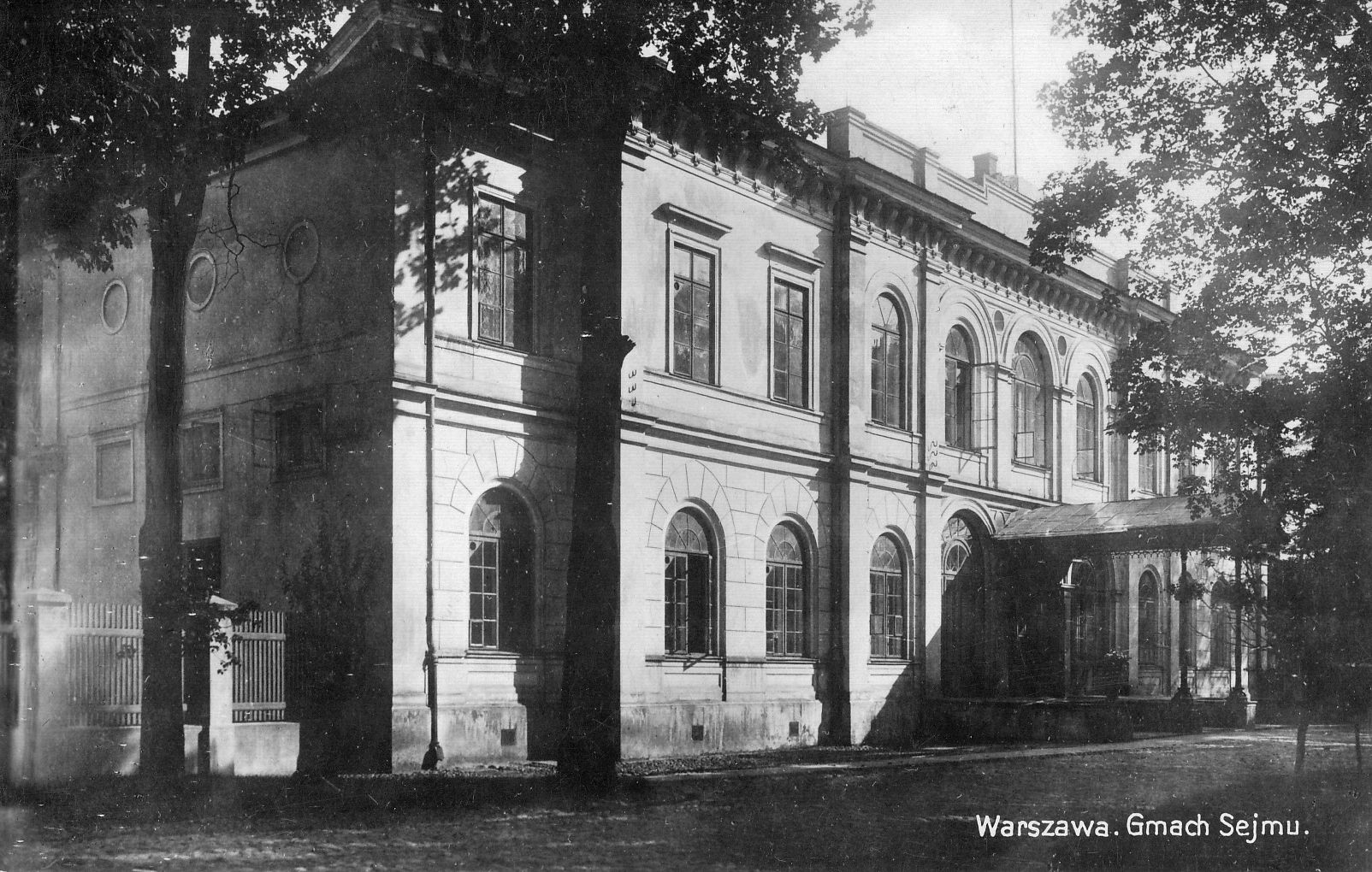
Główny budynek Sejmu przed przebudową, następnie budynek Senatu

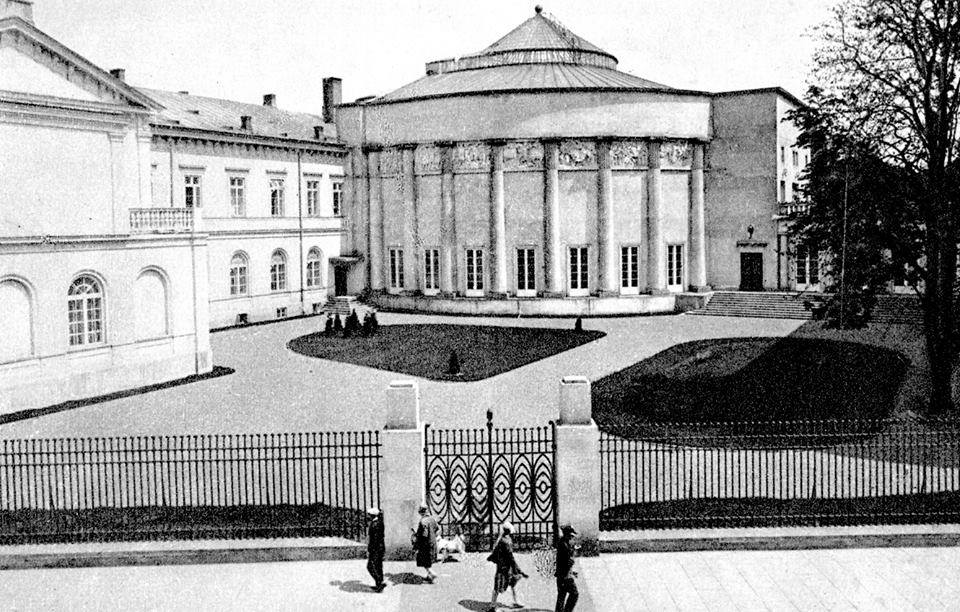
Przebudowany budynek Sejmu z nową Salą Posiedzeń zaprojektowaną przez Kazimierza Skórewicza, 1930

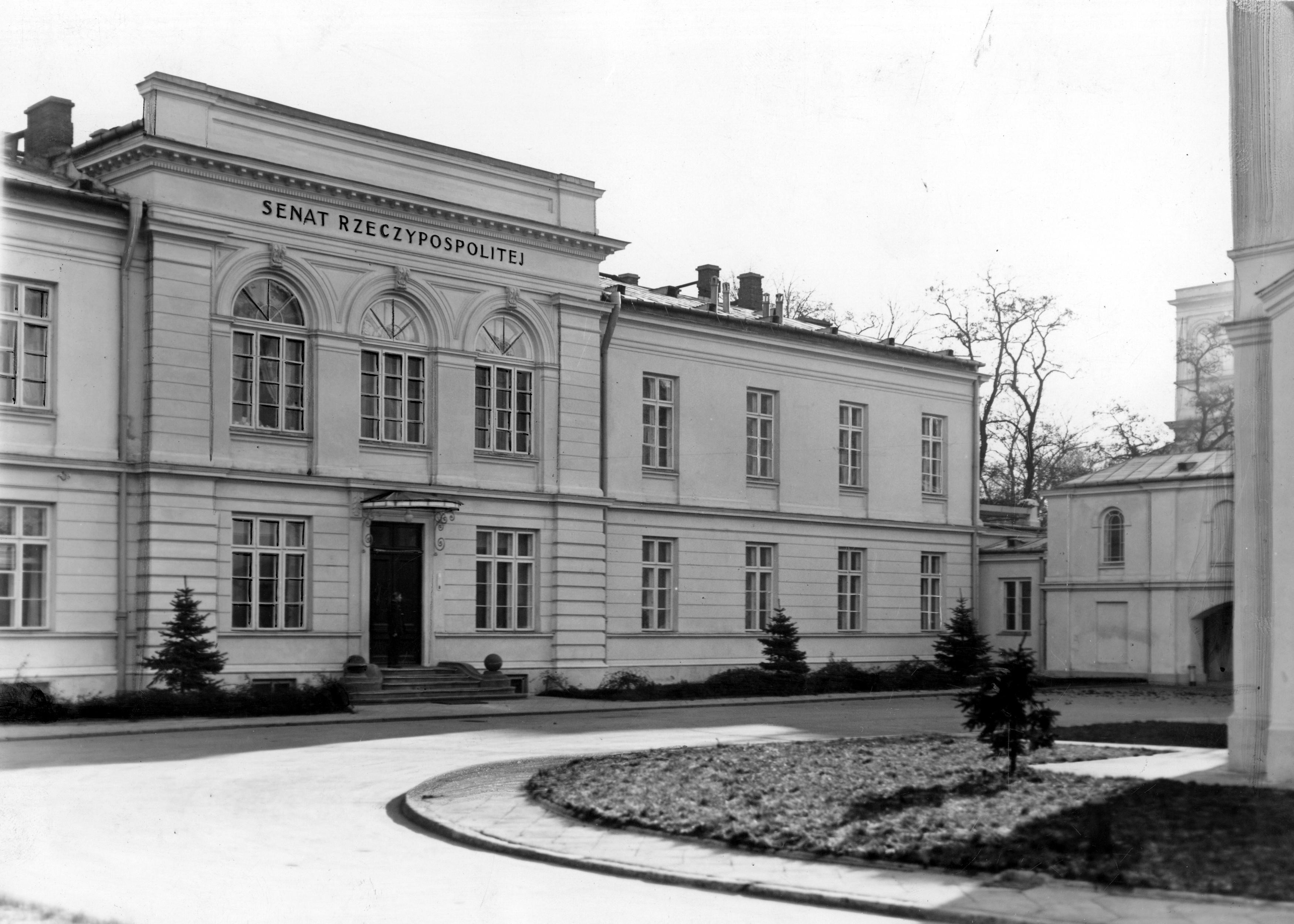
Gmach Senatu (1932)

Sejm walny, którego obrady przypominały obecne, powstał na początku XV wieku, gdy na ogólnopolskie zjazdy urzędnicze zaczęły przybywać szlachta i przedstawiciele miast. Pierwszy sejm dwuizbowy zwołano 18 stycznia 1493 w Piotrkowie (obecnie Piotrków Trybunalski).
Do czasu zawarcia unii lubelskiej w 1569 i utworzenia wspólnego polsko-litewskiego sejmu jego sesje odbywały się w Piotrkowie, Krakowie, Toruniu, Bydgoszczy, Radomiu, Sandomierzu (sejmik generalny przy osobie króla), Lublinie, Parczewie i Warszawie.
Od 1573 zwoływany był przez monarchę raz na dwa lata. Od tego czasu sesje odbywały się w siedzibach królewskich w Warszawie, a co trzecia w Grodnie (tzw. sejm grodzieński), sporadycznie miejscem obrad był też Toruń.
Aż do początku XX wieku Sejm nie posiadał własnej stałej siedziby.

## Kompleks budynków przy ulicy Wiejskiej

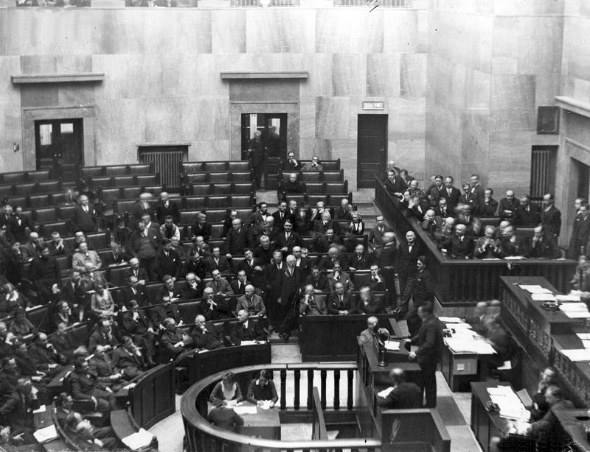
Posiedzenie Sejmu w nocy z 26 na 27 stycznia 1931 roku

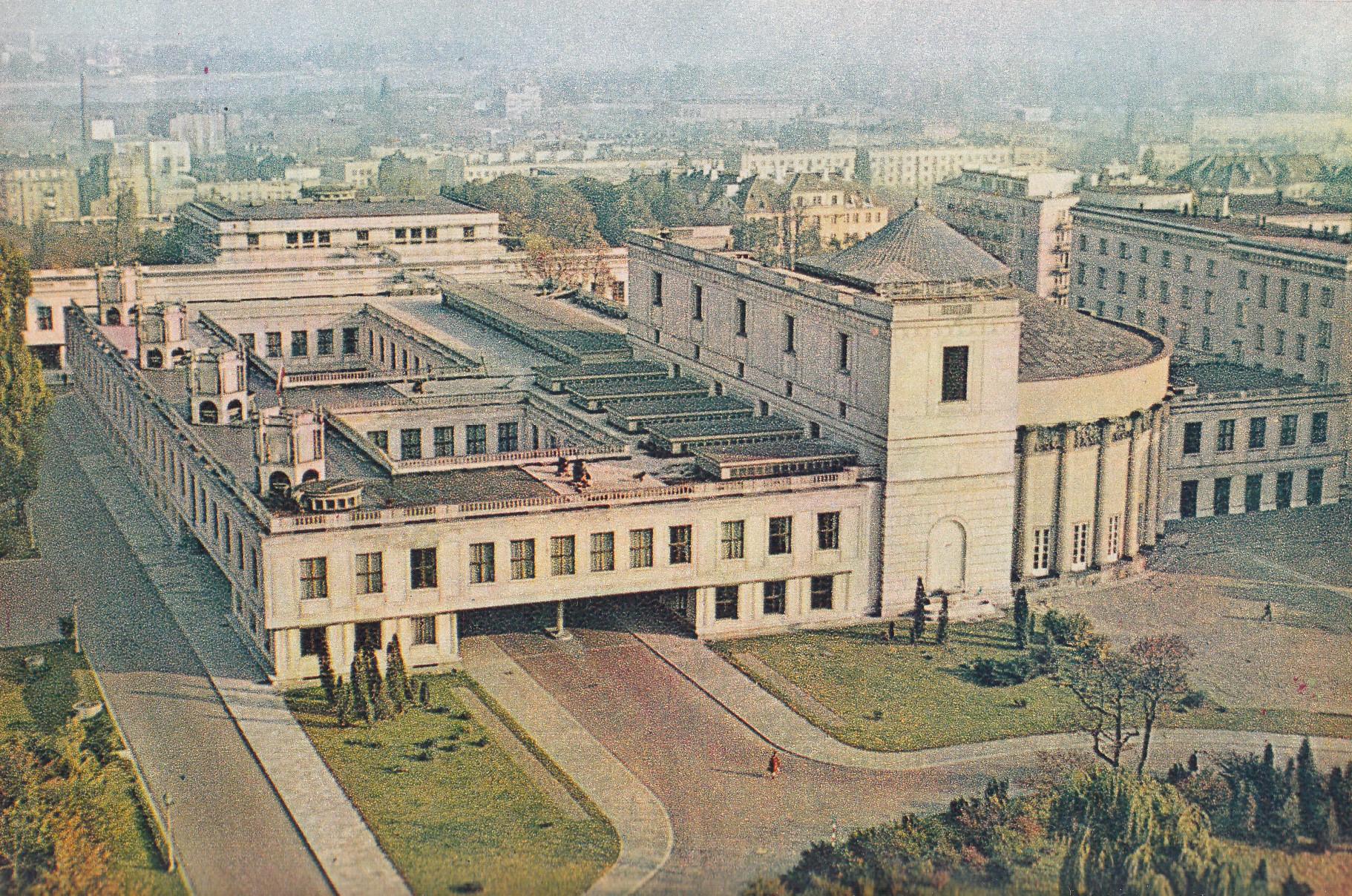
Kompleks budynków Sejmu w latach 60. XX wieku

W 1918 podjęto decyzję o adaptacji na potrzeby parlamentu kompleksu  Aleksandryjsko-Maryjskiego Instytutu Wychowania Panien, dawnej żeńskiej szkoły średniej, znajdującego się przy ul Wiejskiej 2/4/6 (według innego źródła ul. Wiejskiej 8). Opuszczony przez ewakuowaną do Rosji szkołę w 1915 roku, był on w kolejnych latach wykorzystywany przez niemiecki zakaźny szpital wojskowy. Budynek główny instytutu, wzniesiony w latach 1851−1853 dla Instytutu Szlacheckiego według projektu Antoniego Sulimowskiego i Bolesława Podczaszyńskiego, był jednym z nielicznych obiektów w mieście, w którym znajdowały się odpowiedniej wielkości sala obrad oraz wiele mniejszych pomieszczeń potrzebnych na posiedzenia komisji sejmowych i klubów parlamentarnych. 
Przebudową kierowali architekci Kazimierz Tołłoczko, Romuald Miller i Tadeusz Szanior. Salę posiedzeń Sejmu urządzono w dawnej jadalni instytutu (pełniącej również funkcję szkolnej auli). 10 lutego 1919, na swym pierwszym posiedzeniu, zebrał się w tym gmachu Sejm Ustawodawczy II RP. Tutaj też, kilka dni później, uchwalono Małą Konstytucję i mianowano Józefa Piłsudskiego Naczelnikiem Państwa. 17 marca 1921 uchwalono konstytucję marcową. Ponieważ zgodnie z nową konstytucją parlament miał być dwuizbowy, w 1922 roku na potrzeby Senatu zaadaptowano dawny budynek lazaretu Instytutu Aleksandryjsko-Maryjskiego (obecnie budynek G − stary Budynek Komisji Sejmowych).
W 1925 rząd zlecił kuratorowi Zamku Królewskiego w Warszawie Kazimierzowi Skórewiczowi wykonanie projektu rozbudowy budynku parlamentu. Do byłego gmachu szkolnego dobudowano od strony południowej amfiteatralną Salę Posiedzeń Sejmu. Skrzydło ze starą salą przekazano Senatowi. W latach 1925–1935 zbudowano czteropiętrowy Dom Poselski, obecnie nazywany Starym. 27 marca 1928 nastąpiła inauguracja nowej Sali Posiedzeń. W sali tej 23 kwietnia 1935 uchwalono konstytucję kwietniową.
2 września 1939 roku przy ul. Wiejskiej odbyło się ostatnie w historii II Rzeczpospolitej wspólne posiedzenie Sejmu i Senatu. W trakcie II wojny światowej część zabudowań sejmowych została zniszczona. Jesienią 1939 na tyłach gmachów sejmowych (w tzw. ogrodach sejmowych) Niemcy dokonywali egzekucji mieszkańców Warszawy, głównie przedstawicieli inteligencji. W niezniszczonej części kompleksu sejmowego stacjonowały dwa bataliony Schutzpolizei.
W latach 1946–1947 wyburzono pozostałości XIX-wiecznych budynków i odbudowano spaloną Salę Posiedzeń Sejmu. Rekonstrukcja gmachu trwała dziewięć miesięcy. 4 lutego 1947 odbyło się pierwsze po wojnie posiedzenie Sejmu. 22 lipca 1952 uchwalono konstytucję Polskiej Rzeczypospolitej Ludowej.
Rozpisany w 1946 przez Stowarzyszenie Architektów Polskich konkurs na rozbudowę kompleksu sejmowego wygrał Bohdan Pniewski. Prace budowlane rozpoczęto w 1948, a ostatecznego zatwierdzenia planów dokonano w maju 1949. Zasadnicze prace zakończono w 1952. Nowy zespół wpisano architektonicznie w stary park, a jego obszar nie został ogrodzony i (do sierpnia 2016) był on dostępny dla spacerowiczów. W sytuacji likwidacji Senatu nie odbudowano jednak głównego gmachu Instytutu Maryjskiego, zachowano jedynie niezniszczone skrzydło wschodnie. Bohdan Pniewski zaprojektował kompleks niskich pawilonów połączonych prześwitami, tarasami i kameralnymi dziedzińcami.  Kompleks stał się siedzibą Sejmu PRL.
Po 1945 Dom Poselski poddany został generalnemu remontowi i służył jako główne miejsce zakwaterowania posłów, aż do momentu, gdy wiosną 1989 przekazano do użytku Nowy Dom Poselski, wzniesiony według projektu Małgorzaty Handzelewicz-Wacławek i Andrzeja Kaliszewskiego. W tym samym roku budynek A mieszczący bibliotekę (archiwum) adaptowano na siedzibę Senatu.
W latach 1986–1995 w budynku B mieściła się siedziba Trybunału Konstytucyjnego.
W 2011 zarządzająca kompleksem budynków sejmowych Kancelaria Sejmu otrzymała certyfikat Bez barier, za jego wzorcowe dostosowanie do potrzeb osób niepełnosprawnych.
W czerwcu 2015 ogłoszono przetarg na budowę Budynku Komisji Sejmowych na działce u zbiegu ulic Wiejskiej i Pięknej. Został on oddany do użytku w 2018.
Od 2019 zbiory i wnętrza kompleksu sejmowego można oglądać na platformie Google Arts & Culture.

## Budynki

### Budynek główny Sejmu
Budynek powstał w trakcie największej rozbudowy Sejmu w latach 1949–1952. Składa się z dwóch dwukondygnacyjnych części, połączonych nadziemnymi przejściami. Pod nimi znajduje się jezdnia prowadząca do wejścia głównego. Od 2016 na ścianie naprzeciwko głównego wejścia znajdują się płaskorzeźby wykonane według projektu Józefa Gosławskiego z lat 50. XX wieku.

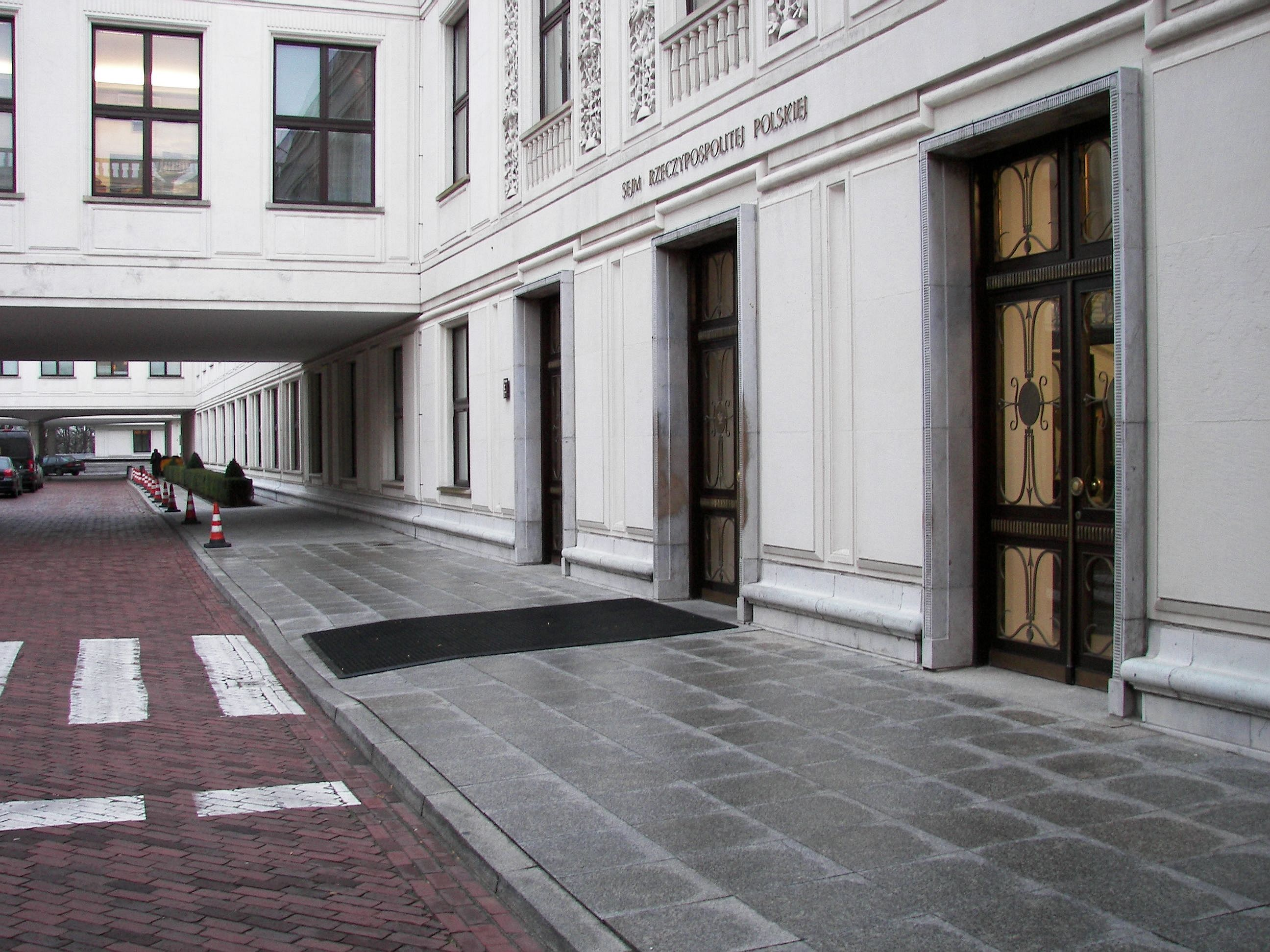
Wejście główne
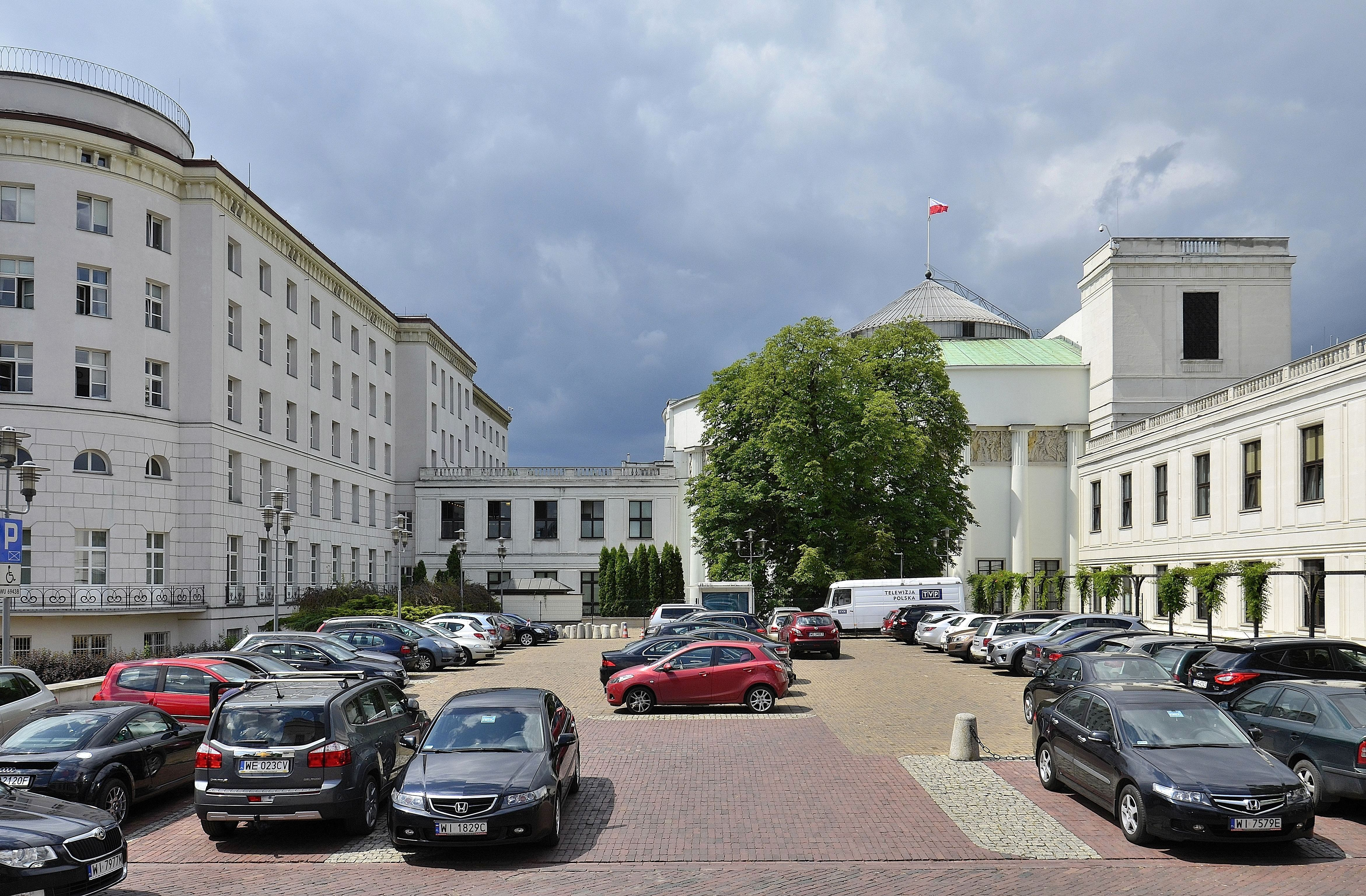
Zespół budynków Sejmu od strony ulicy Maszyńskiego
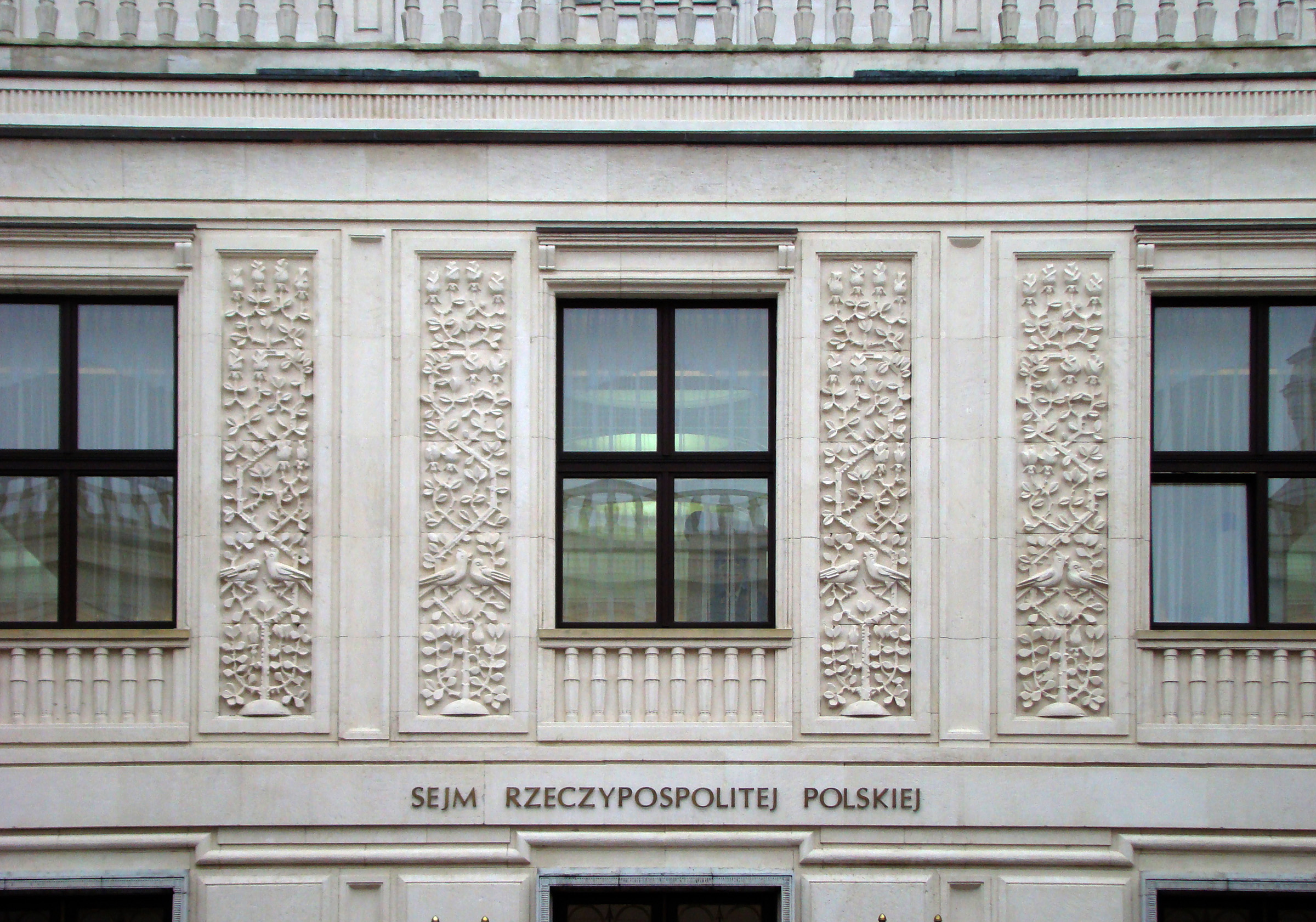
Detale wykończenia w białym piaskowcu
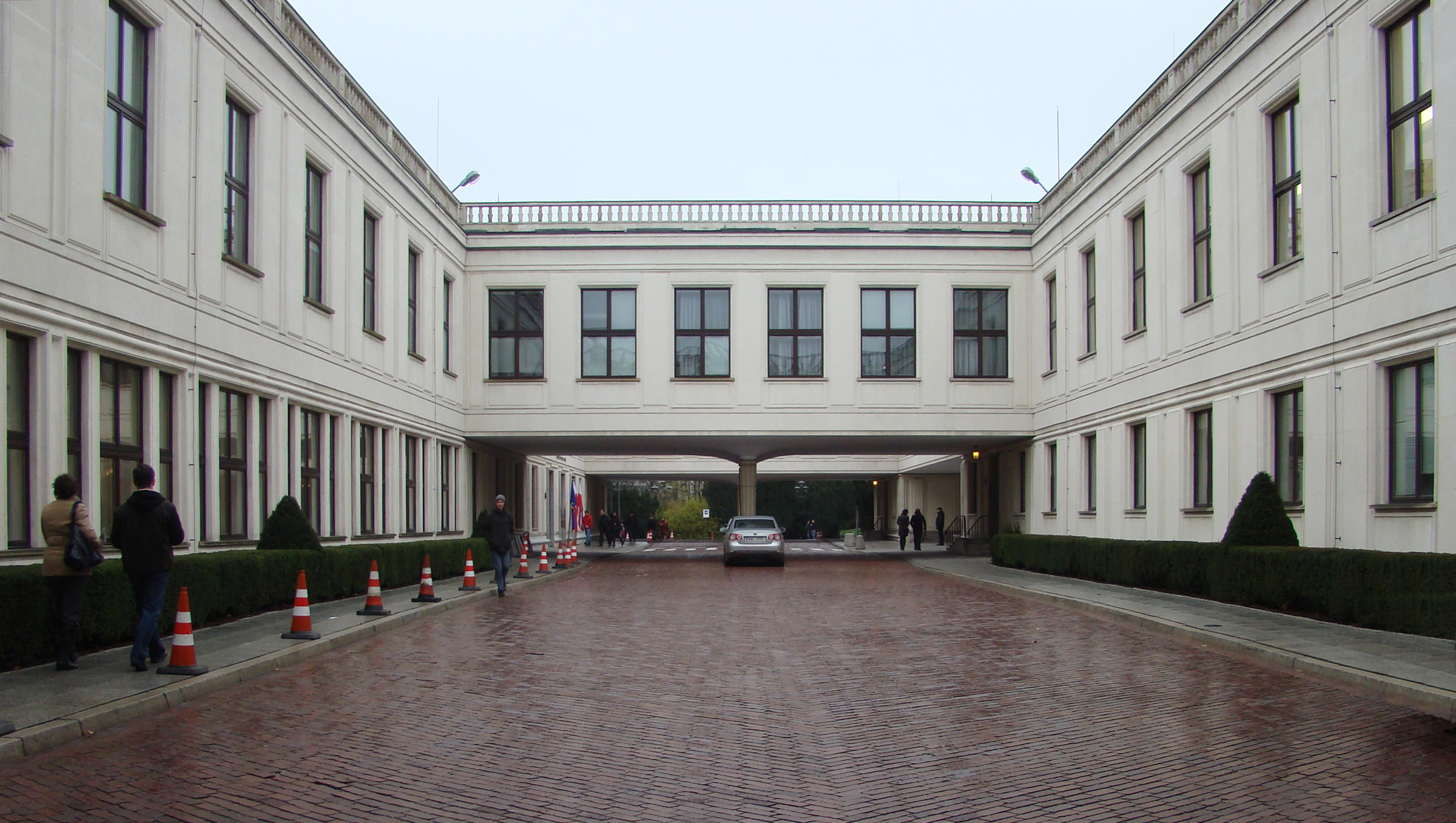
Budynek główny

#### Hol główny
Hol ten znajduje się przy głównym wejściu do Sejmu. Trójbarwna, biało-szaro-czarna posadzka została wykonana z marmuru, pomieszczenie charakteryzuje się ponadto szarością stiukowych kolumn i prostymi portalami z białego marmuru karraryjskiego. W holu znajdują się marmurowe schody z ozdobną żelazną balustradą, w którą wmontowane są złote płaskorzeźby główek dziewczęcych i chłopięcych, mosiężna poręcz balustrady jest wykonana w kształcie węża. Po obu stronach schodów znajdują się dwie tablice upamiętniające wizytę w parlamencie 11 czerwca 1999 Jana Pawła II.
Na prawo od głównego wejścia znajduje się makieta kompleksu sejmowego, a na piętrze – tablice pamiątkowe: w hołdzie posłom II Rzeczypospolitej poległym w czasie II wojny światowej oraz tablica upamiętniająca parlamentarzystów, którzy zginęli w 2010 w katastrofie Tu-154 pod Smoleńskiem. Nad wejściem znajduje się zegar w ceramicznej oprawie wykonany w 1955 przez Władysława Zycha.

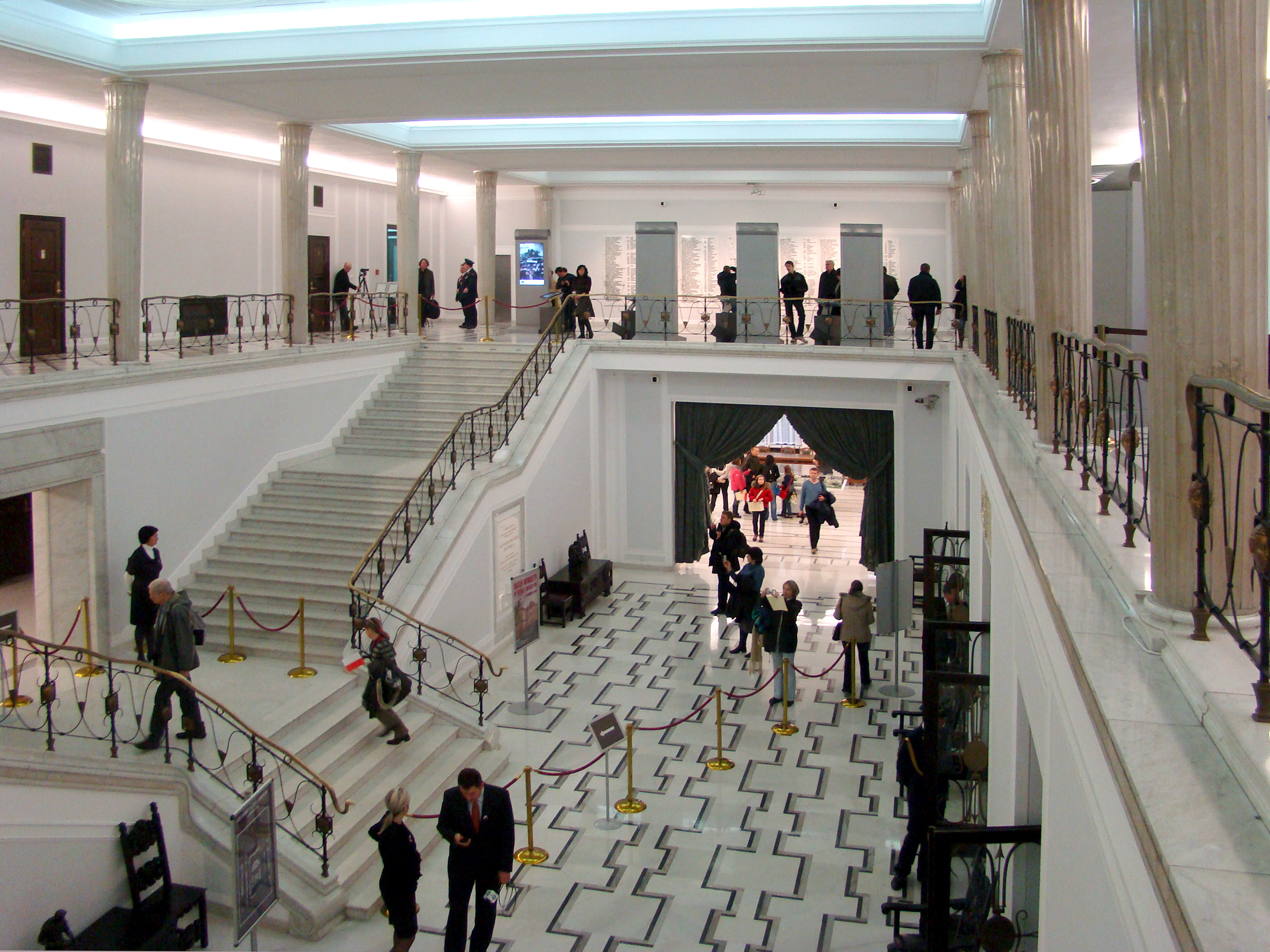
Hol główny
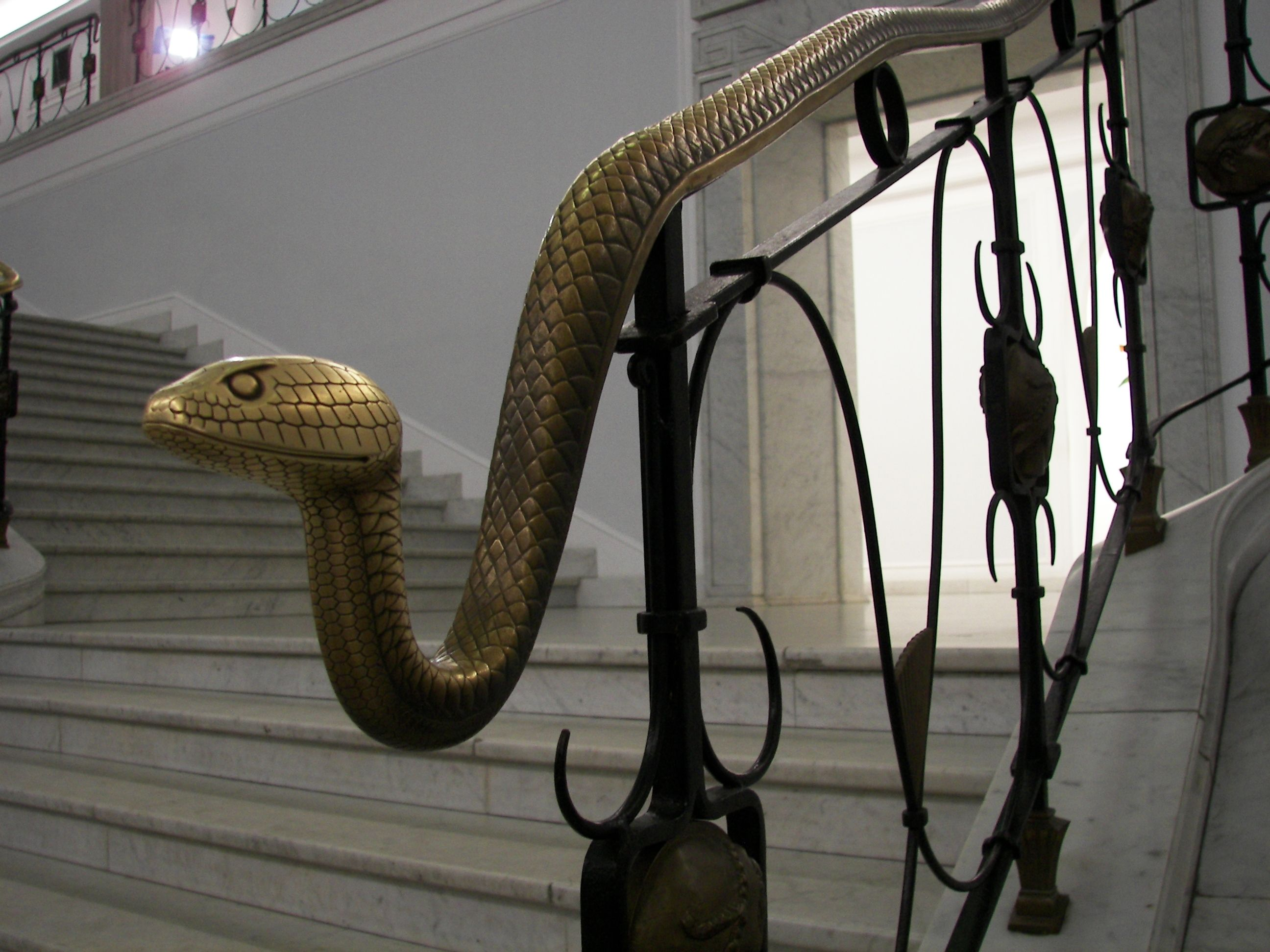
Detale poręczy
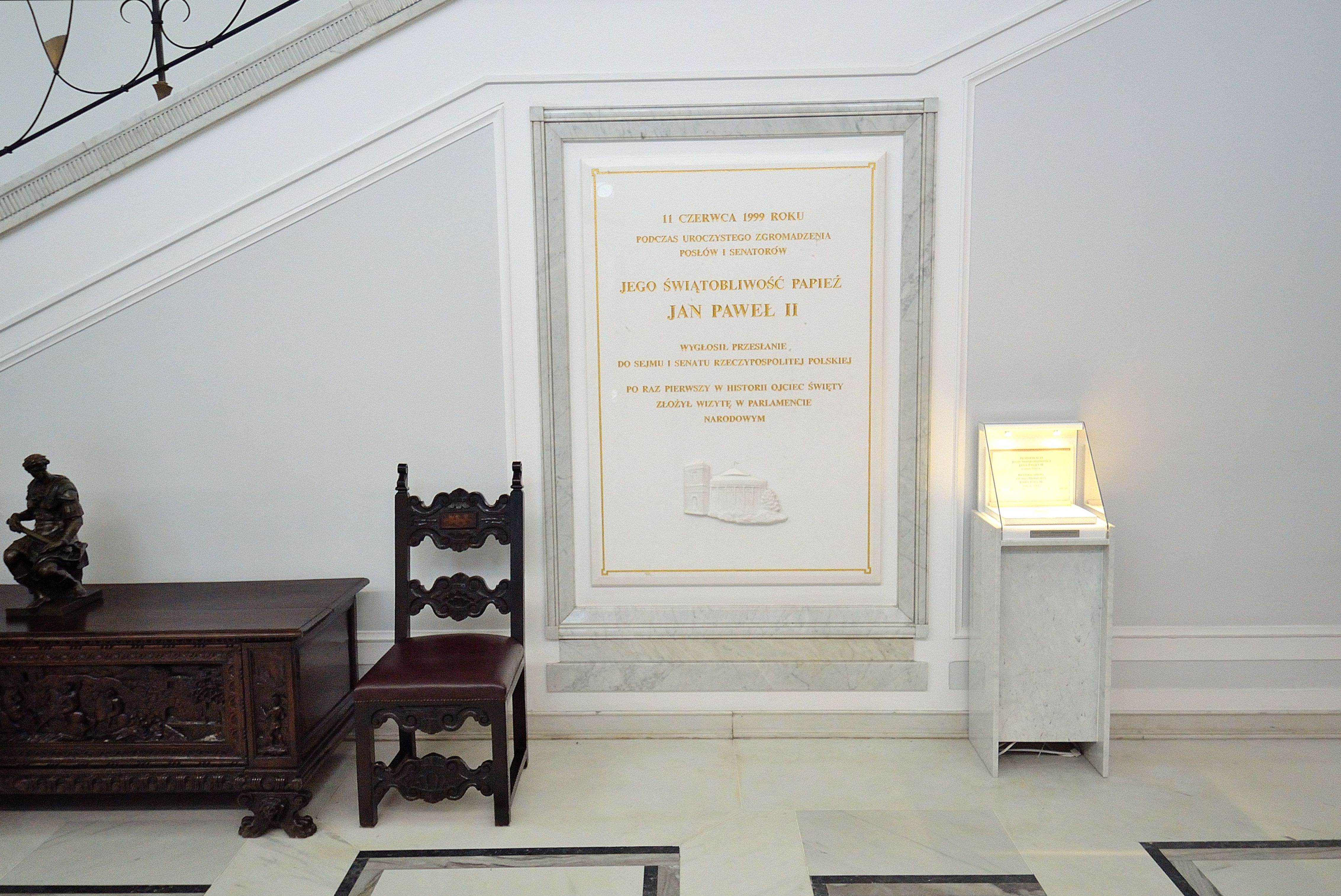
Jedna z tablic upamiętniających wizytę Jana Pawła II
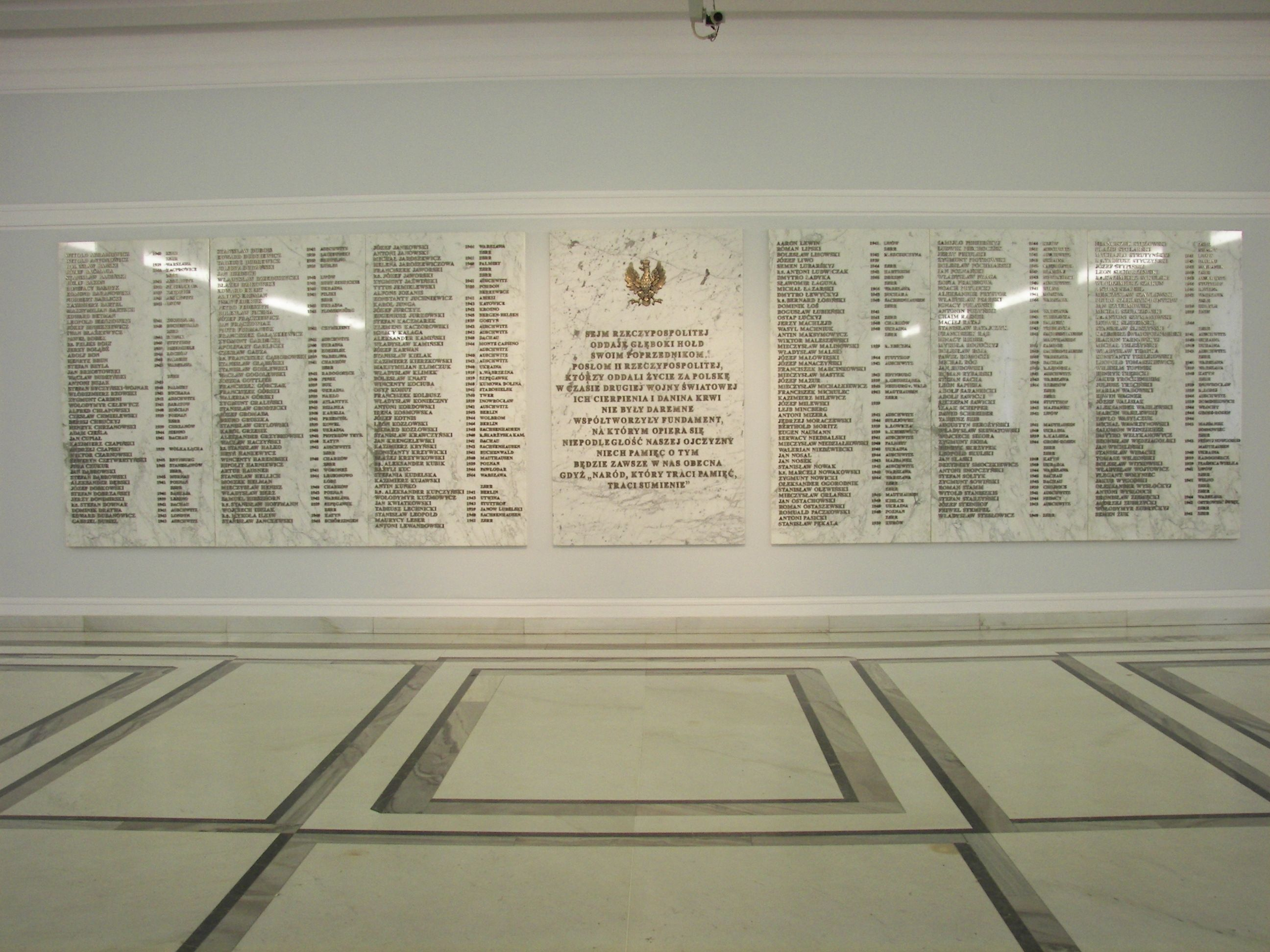
Tablica w hołdzie parlamentarzystom poległym w czasie II wojny światowej
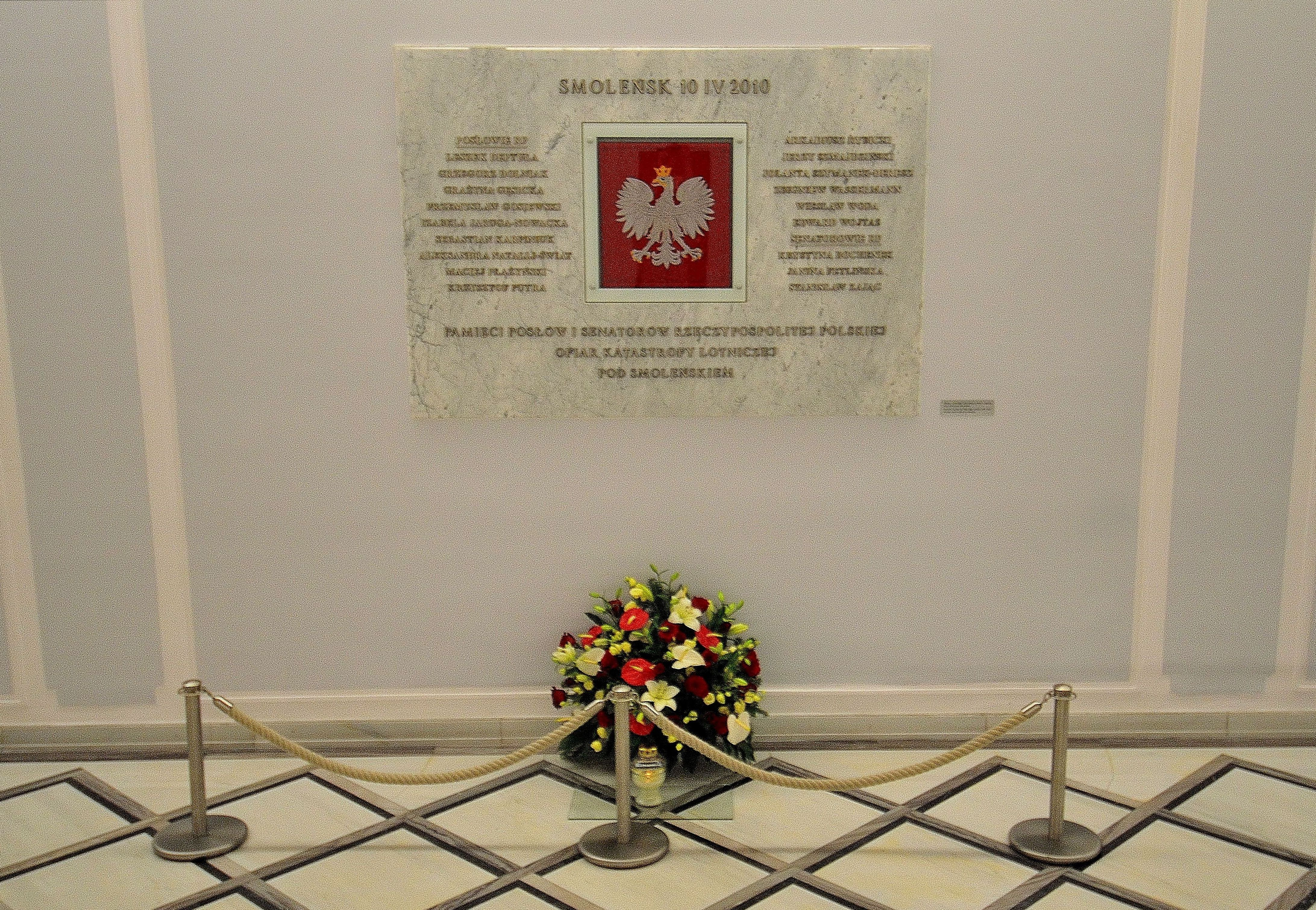
Tablica upamiętniająca parlamentarzystów, którzy zginęli w katastrofie lotniczej pod Smoleńskiem

#### Sala Kolumnowa

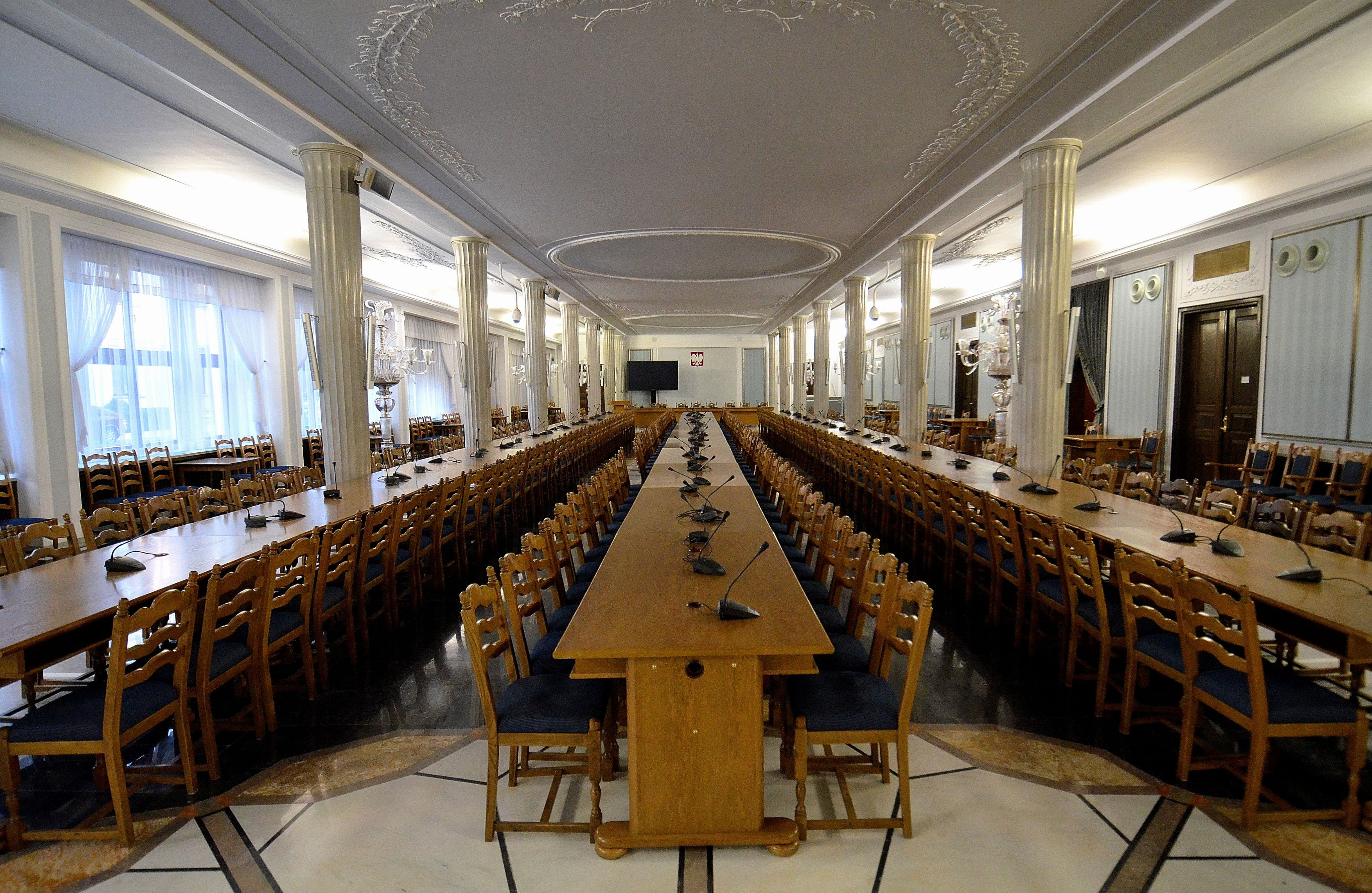
Sala Kolumnowa

Na lewo od holu głównego znajduje się Sala Kolumnowa. Prowadzą do niej dwuskrzydłowe szklane drzwi z ozdobnymi kutymi kratami. Jest to drugie co do wielkości pomieszczenie (600 m²). Nazwę swą zawdzięcza smukłym, symetrycznym kolumnom wspierającym sufit. Jej marmurową posadzkę zdobią kolorowe rozety z wielobarwnych marmurów i złocistego chalcedonu. Efektownym elementem wyposażenia wnętrza są stiukowe dekoracje na suficie oraz kryształowe kandelabry, wykonane według projektu Tadeusza Gronowskiego. Po przywróceniu Senatu, Sala Kolumnowa, od 1989 do maja 1991, była miejscem jego posiedzeń.

### Sala Posiedzeń Sejmu
Powstała w okresie od maja 1925 do marca 1928, a jej projektantem był Kazimierz Skórewicz. Z wyjątkiem jednego fragmentu marmuru belgijskiego, użytego do oblicowania ścian wewnętrznych, wszystkie inne materiały były pochodzenia krajowego. Dębowe fotele, stoły, balustradę wykonano według rysunków architekta Stefana Sienickiego, a płaskorzeźby na balustradzie oddzielającej prezydium od amfiteatru są dziełem Aleksandra Żurakowskiego.
Zewnętrzną ścianę Sali Posiedzeń zdobi fryz, złożony z osiemnastu kamiennych płyt z płaskorzeźbami Jana Biernackiego i Jana Szczepkowskiego, symbolizującymi m.in. wyzwolenie, rzemiosło, religię, sztuki piękne, orkę, prasę, oświatę.
Sala ta jest miejscem posiedzeń Sejmu, Zgromadzenia Narodowego, wspólnych posiedzeń Sejmu i Senatu, a także miejscem składania przysięgi przez nowo wybranego prezydenta RP.
Salę obiegają kuluary.

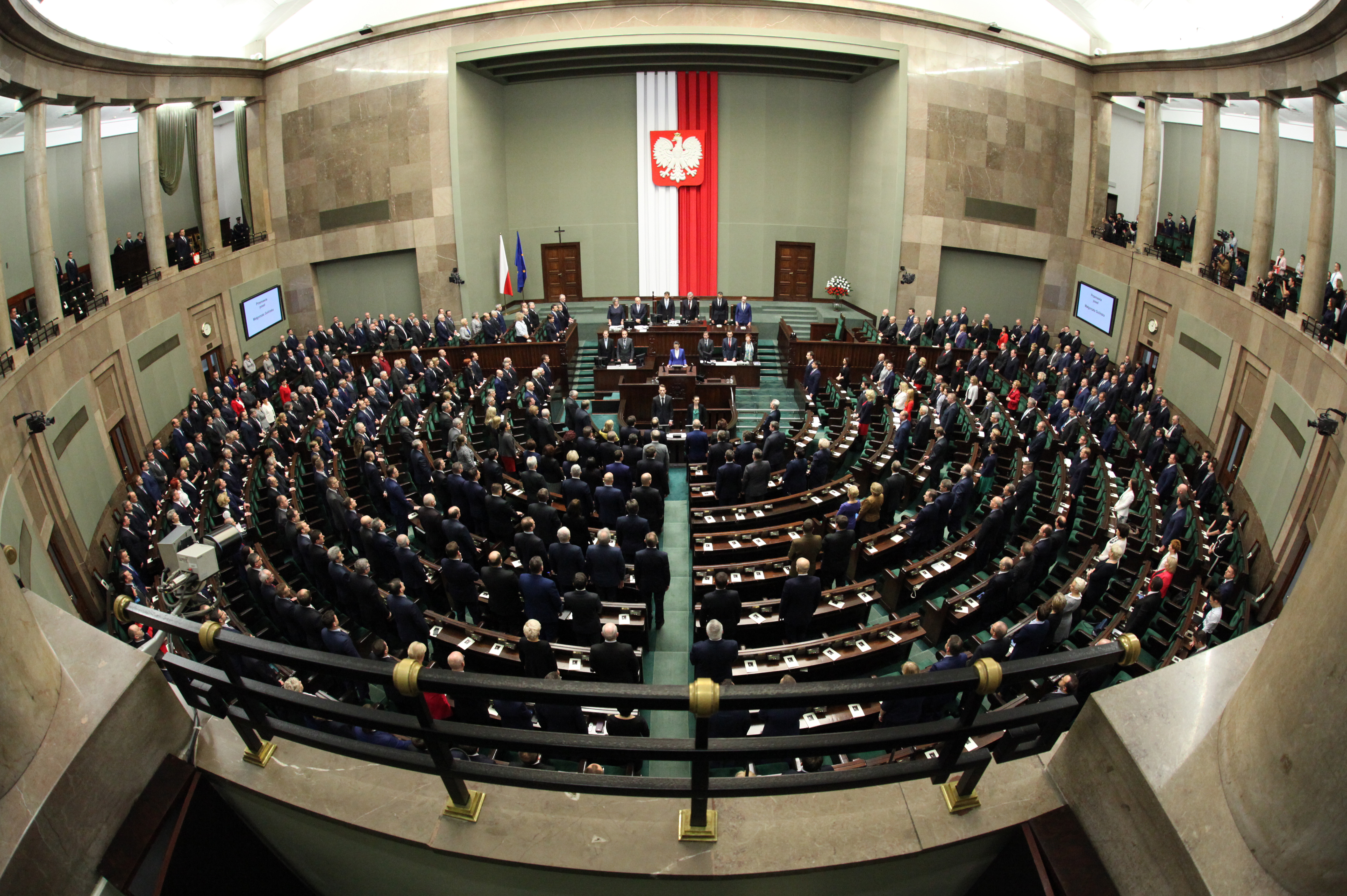
Sala Posiedzeń Sejmu
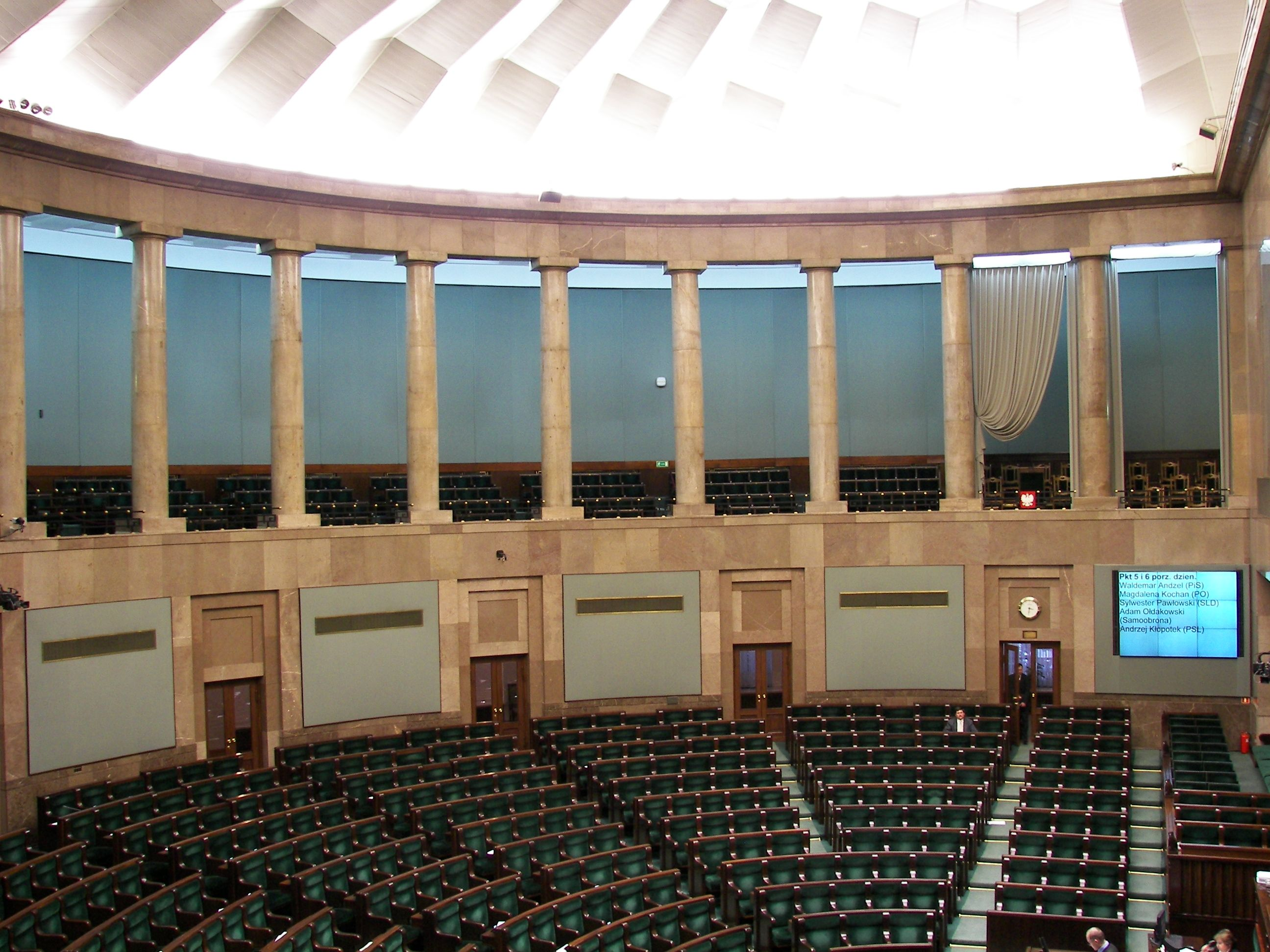
Galeria dla prasy i gości
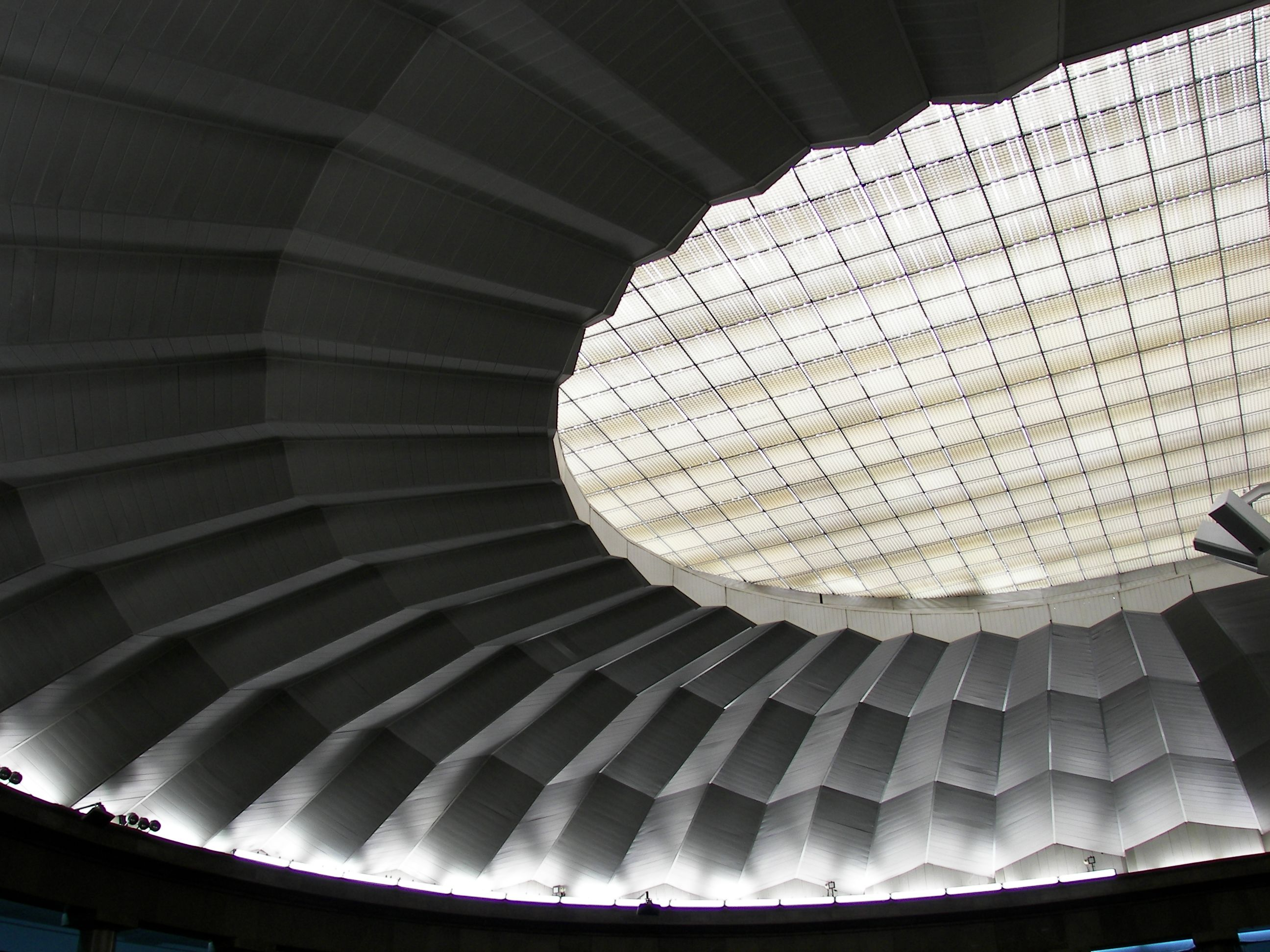
Sklepienie sali
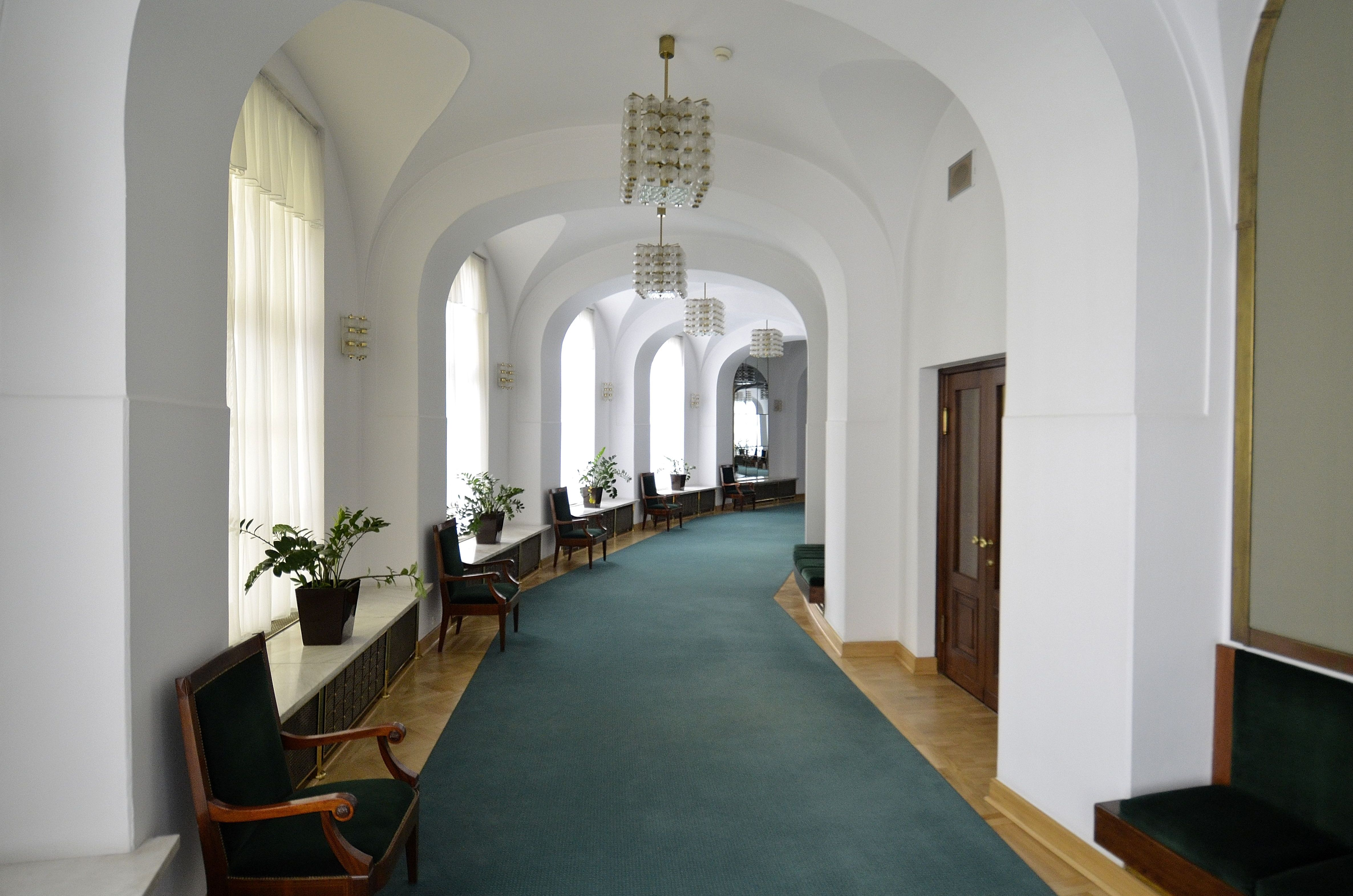
Kuluary

### Korytarz Marszałkowski

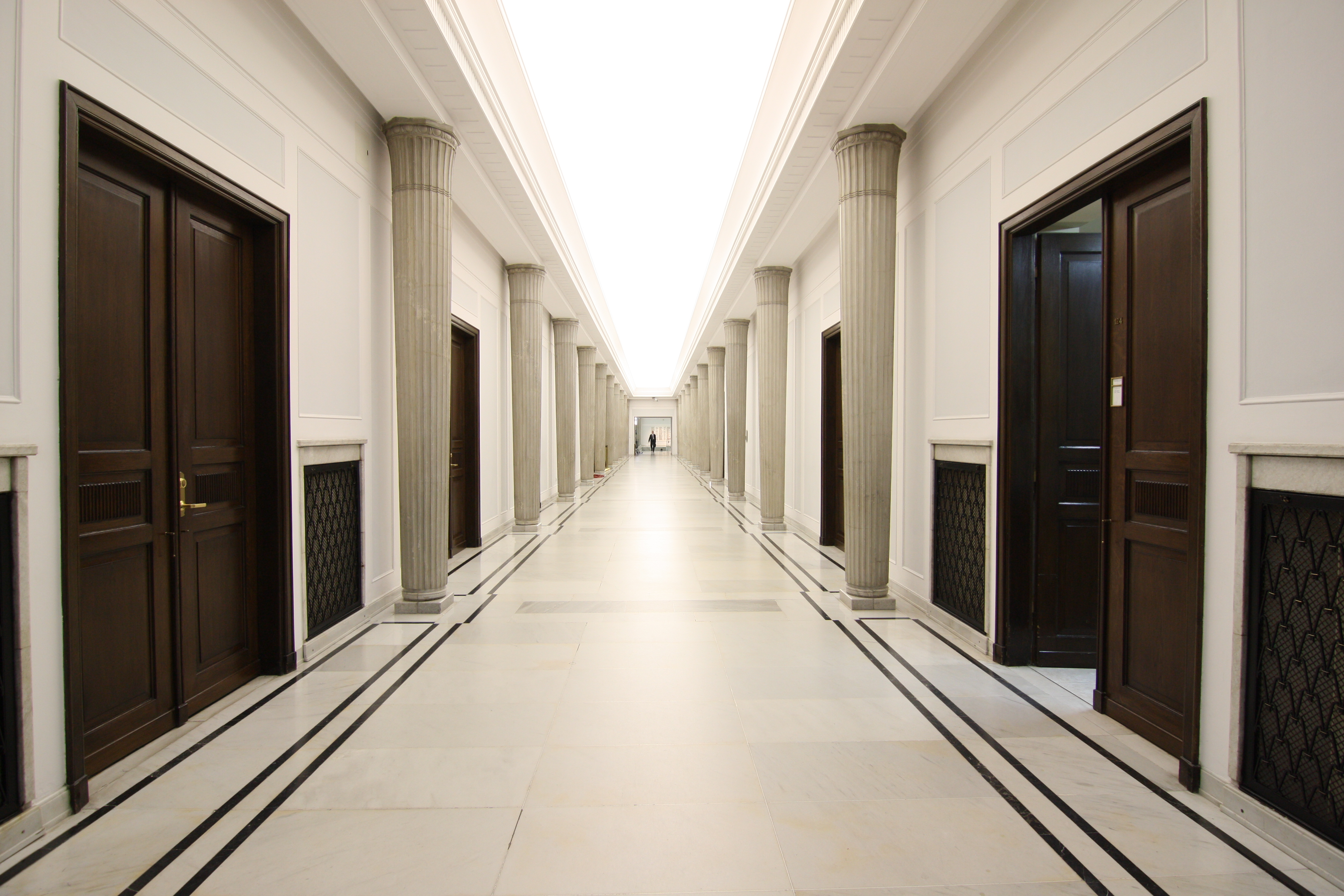
Korytarz Marszałkowski

Budynek C z budynkami A i B łączy reprezentacyjny Korytarz Marszałkowski. Jego sufit wspiera się na dwóch rzędach kolumn zwężających się ku dołowi ustawionych wzdłuż ścian, które optycznie zwiększają długość, wysokość i szerokość korytarza. Po jego obu stronach znajdują się sale wejścia do gabinetów prezydenta i premiera, a także czterech dużych sal – Konstytucji 3 Maja oraz sal noszących imiona trzech marszałków (stąd nazwa korytarza) Sejmu w okresie II Rzeczypospolitej: Wojciecha Trąmpczyńskiego, Ignacego Daszyńskiego oraz Macieja Rataja. Od strony Senatu korytarz zamyka ozdobna żelazna krata wykonana przez Jana Mizerskiego.

### Budynek i sala posiedzeń Senatu

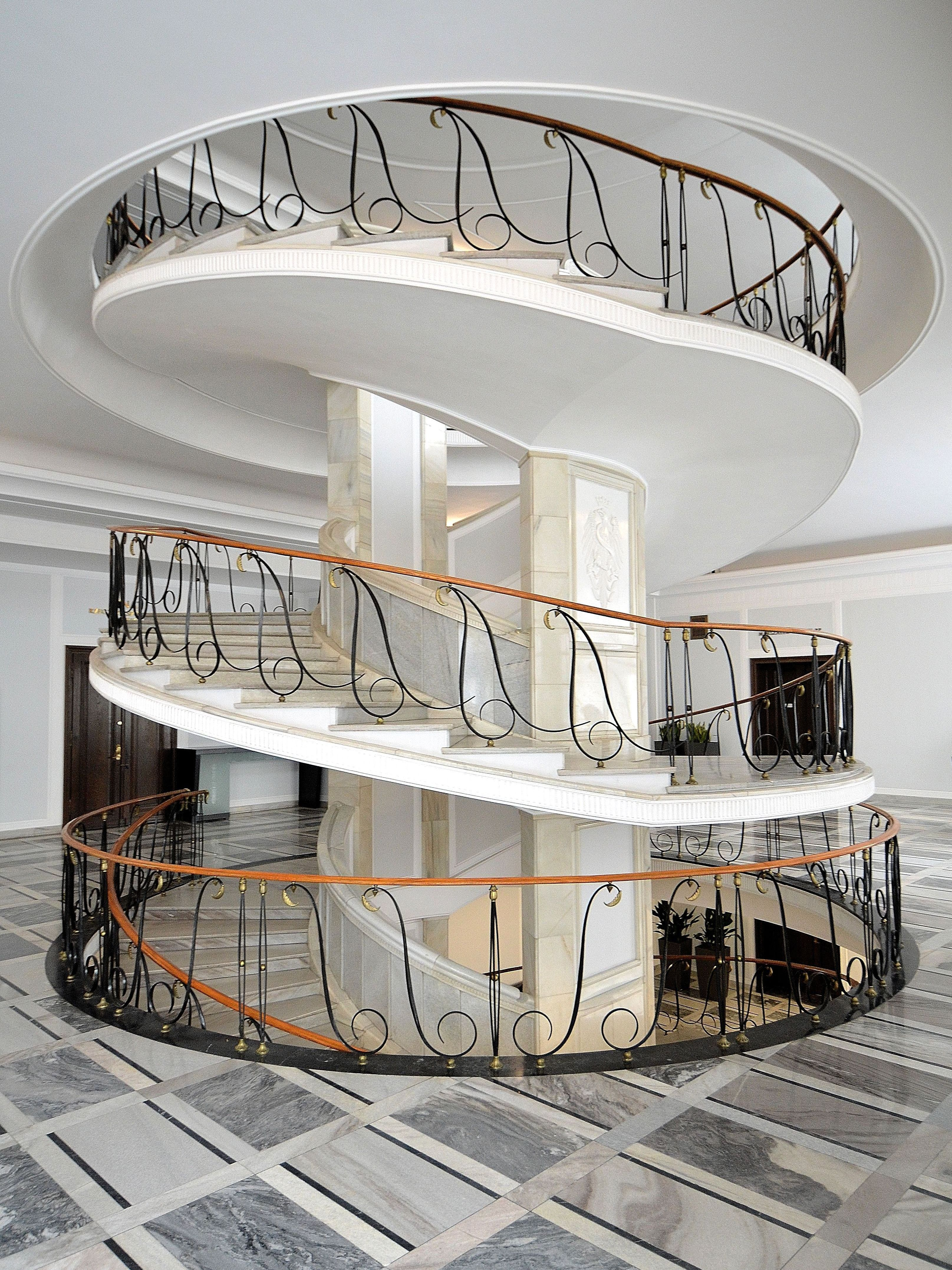
Owalna klatka schodowa w budynku Senatu (A)

Po przywróceniu z dniem 7 kwietnia 1989 drugiej izby parlamentu, Senat obradował na przemian z Sejmem w Sali Posiedzeń Sejmu, a następnie przez 1,5 roku w Sali Kolumnowej. Na potrzeby izby wyższej zaadaptowano budynek A. Sala Posiedzeń Senatu, powstała z połączenia trzech pokoi pobibliotecznych, znajduje się na pierwszym piętrze. W części środkowej budynku znajduje się owalna klatka schodowa, do której, poprzez piętrowy łącznik, z gmachu C dochodzi Korytarz Marszałkowski. Jej balustradę tworzą pręty z żelaza, kute we wzór suchej wici roślinnej. Klatka odznacza się niezwykłą dynamiką formy. Doskonale widoczna ze wszystkich stron holu, stanowi najbardziej charakterystyczny punkt budynku Senatu.
Prace adaptacyjne prowadzono od jesieni 1990 do wiosny 1991. Budynek, zbudowany jako biblioteczny, w ostatnich latach PRL mieścił archiwum Komitetu Centralnego Polskiej Zjednoczonej Partii Robotniczej, przekazane po 1989 do Archiwum Akt Nowych. Został przebudowany według projektu stworzonego przez Andrzeja Kaliszewskiego, przy współpracy Barbary Kaliszewskiej i Bogdana Napieralskiego. Autorzy nawiązali do koncepcji Pniewskiego z lat 50., zachowując kolorystykę i ogólne rozwiązania dziś użytkowanych sal sejmowych. Powstało wnętrze utrzymane w jasnej kolorystyce, dekoracyjnie rozczłonkowanych ścianach i owalnym plafonie. Wyposażenie stanowią amfiteatralnie ustawione fotele obite niebieskim sztruksem.

### Budynek Komisji Sejmowych (stary)

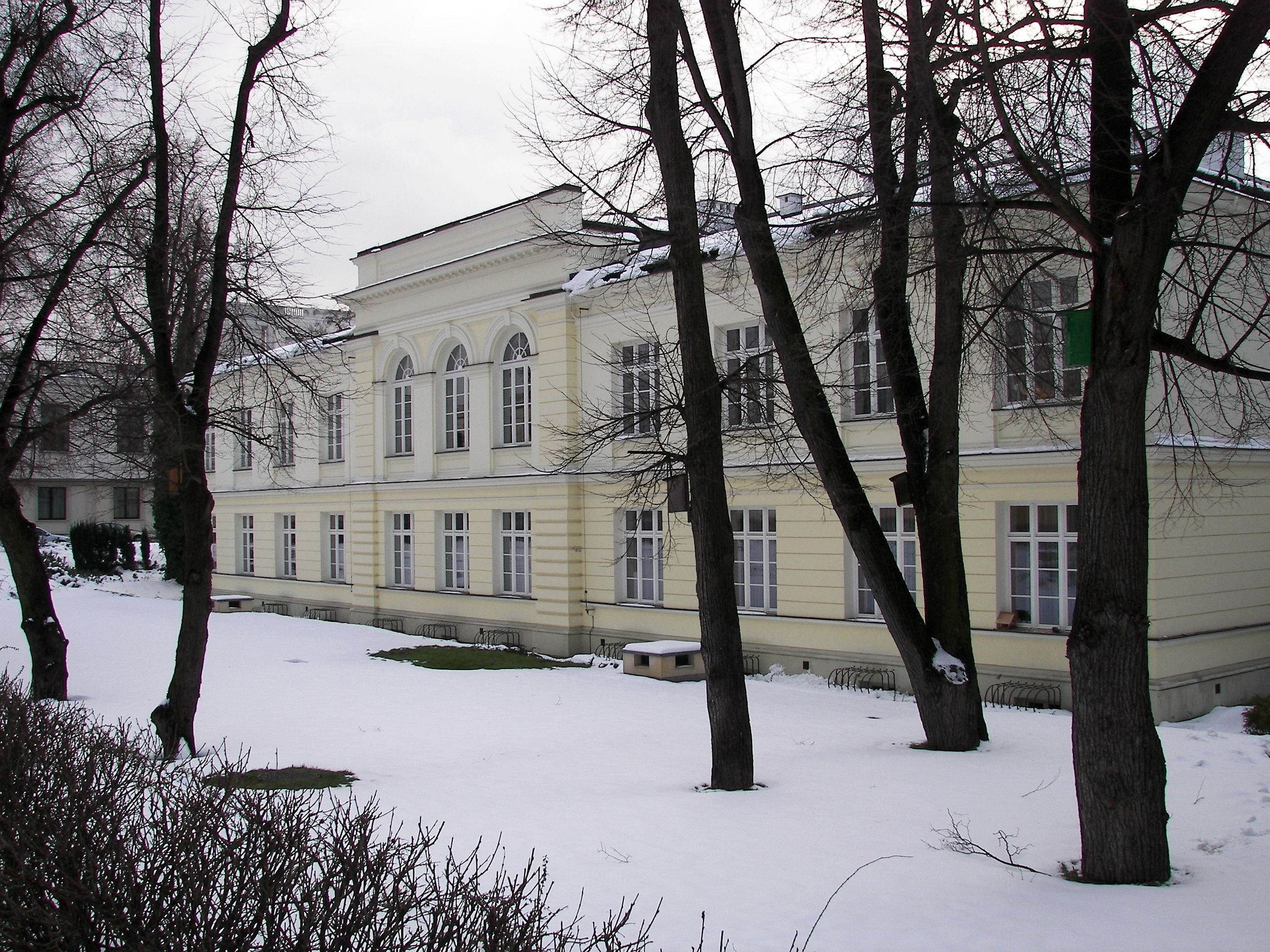
Budynek komisji sejmowych (G), w okresie międzywojennym siedziba Biura Senatu

XIX-wieczny budynek, znajdujący się w północno-wschodniej części zespołu sejmowego. W okresie międzywojennym był siedzibą Senatu, a po wojnie Kancelarii Rady Państwa. Istniały plany jego adaptacji na muzeum parlamentaryzmu, jednak po zakończeniu w 1992 prac remontowych zdecydowano, że będą w nim obradować komisje sejmowe.
Renowacja obiektu łącznie z nową aranżacją i wystrojem wnętrz w 1992 była przeprowadzona na podstawie projektu architekt Aleksandry Stępińskiej.

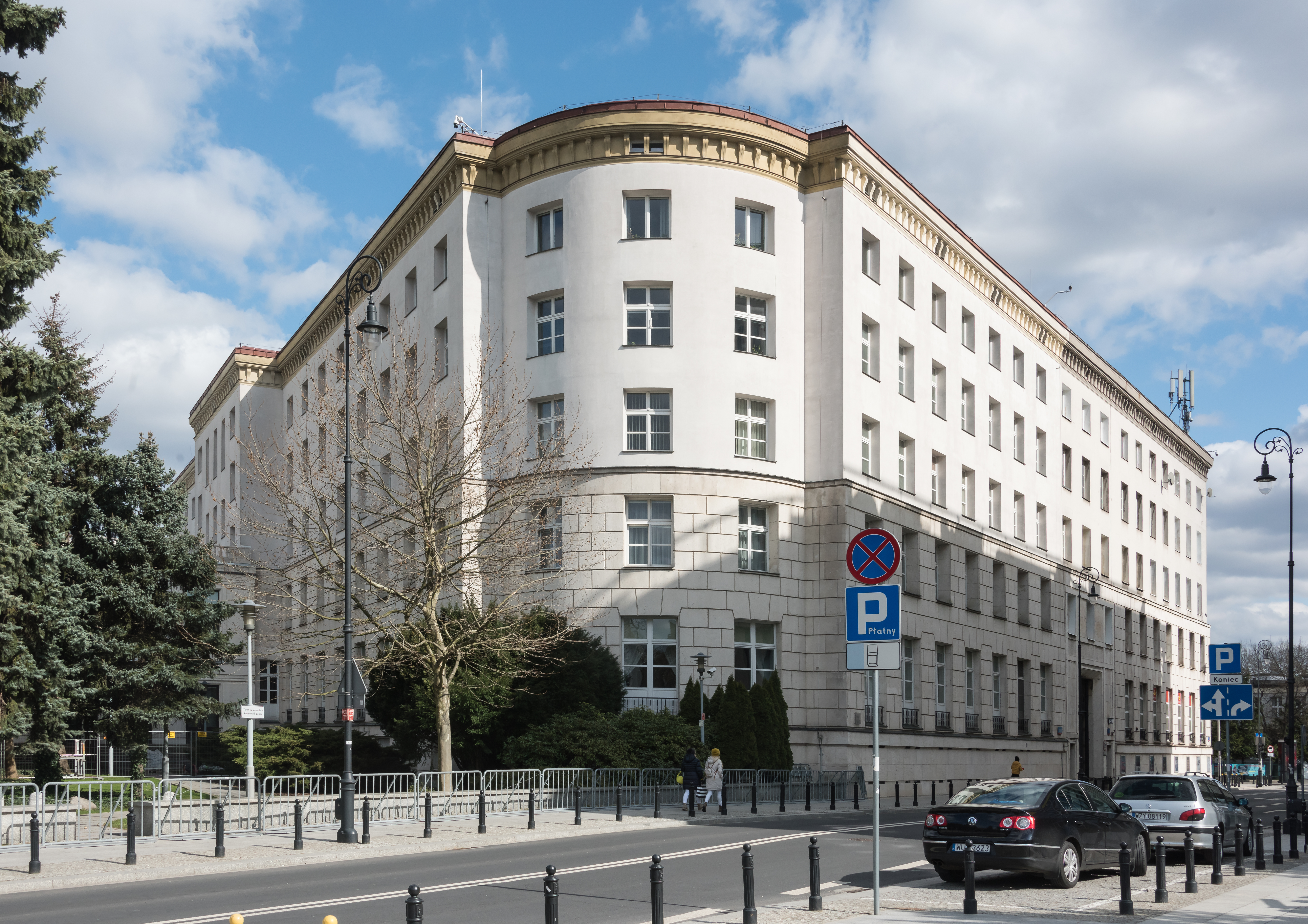
Stary Dom Poselski (K)

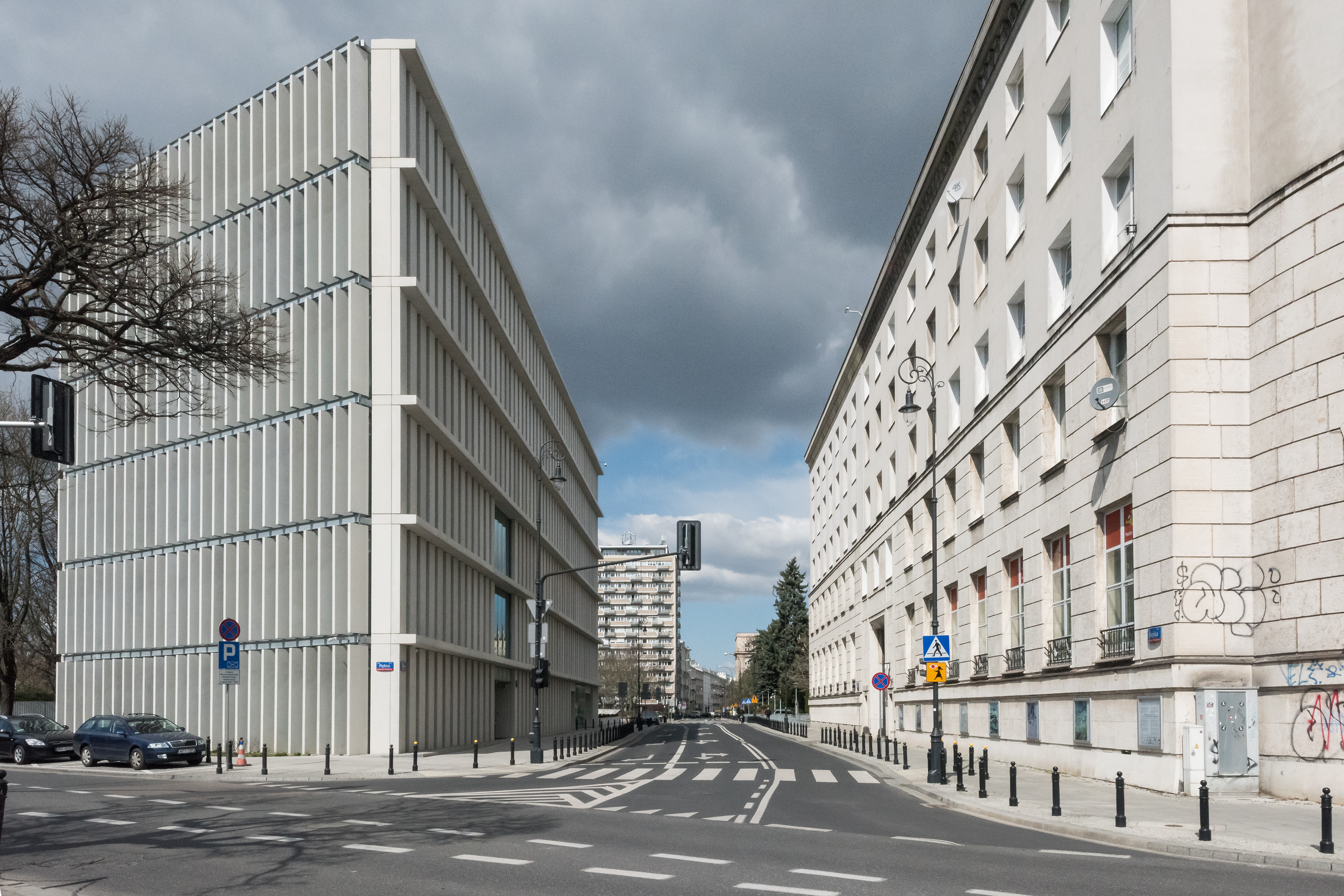
Budynek Komisji Sejmowych (U, po lewej)

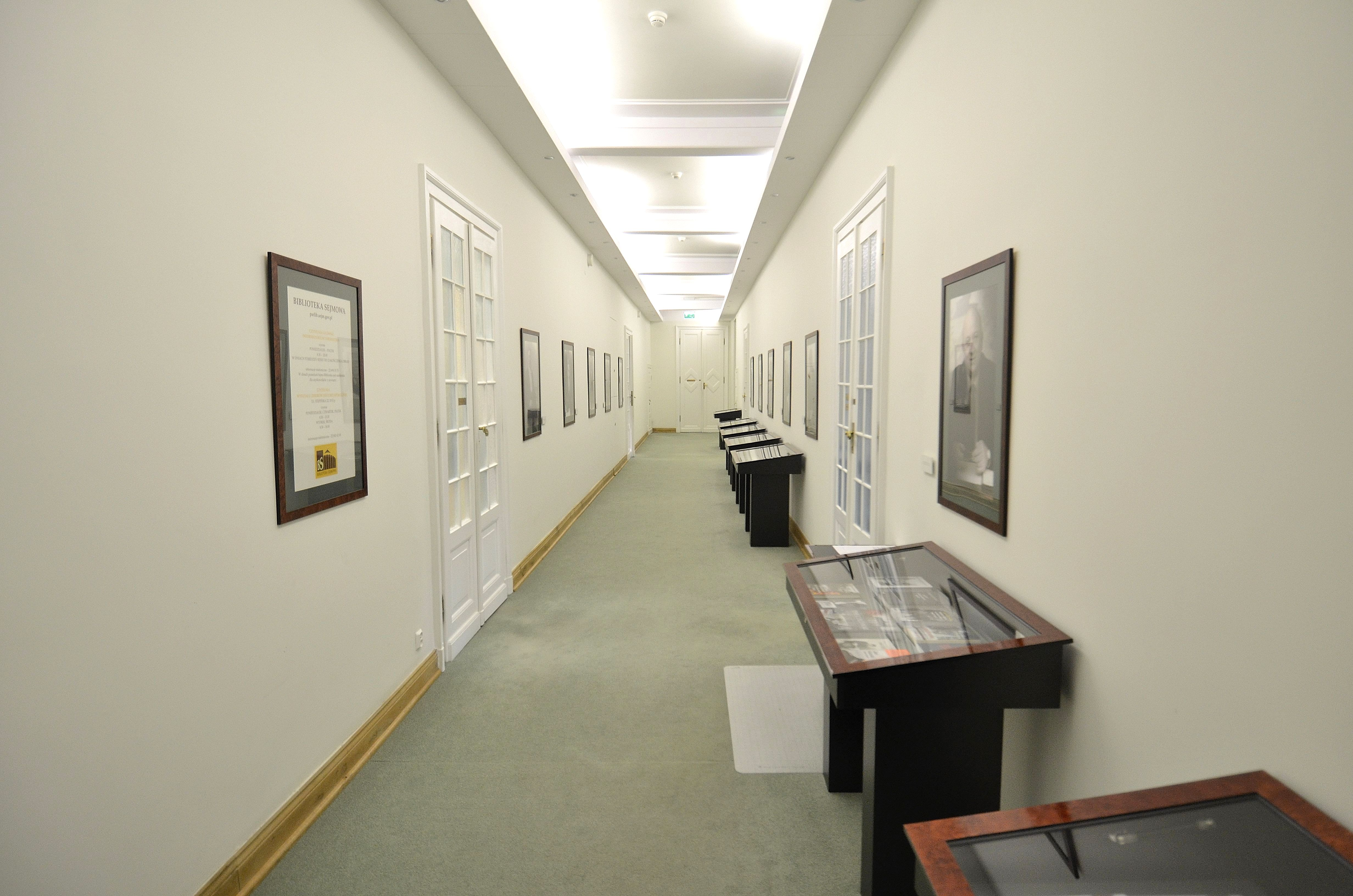
Biblioteka Sejmowa w Starym Domu Poselskim

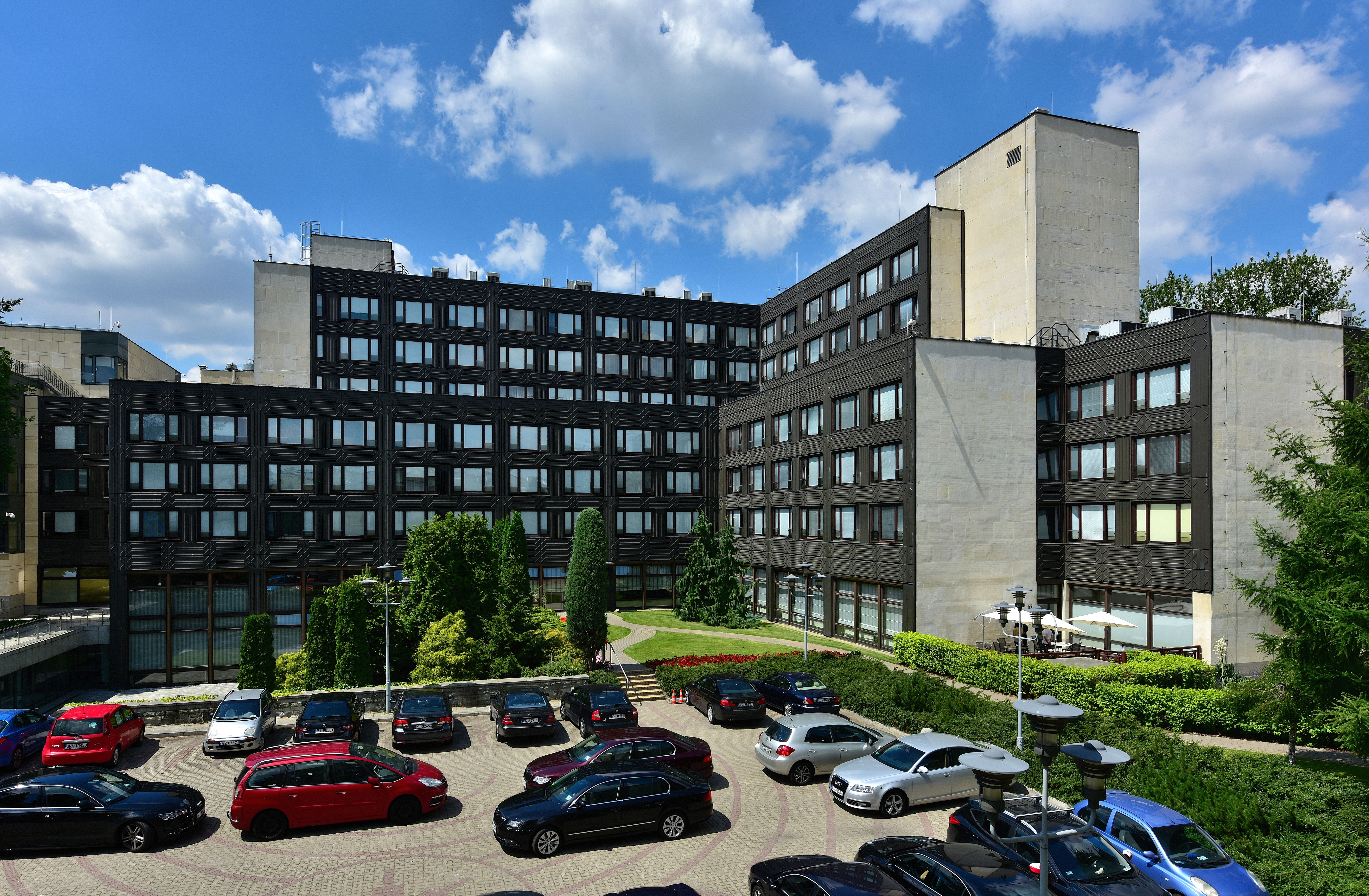
Nowy Dom Poselski (F)

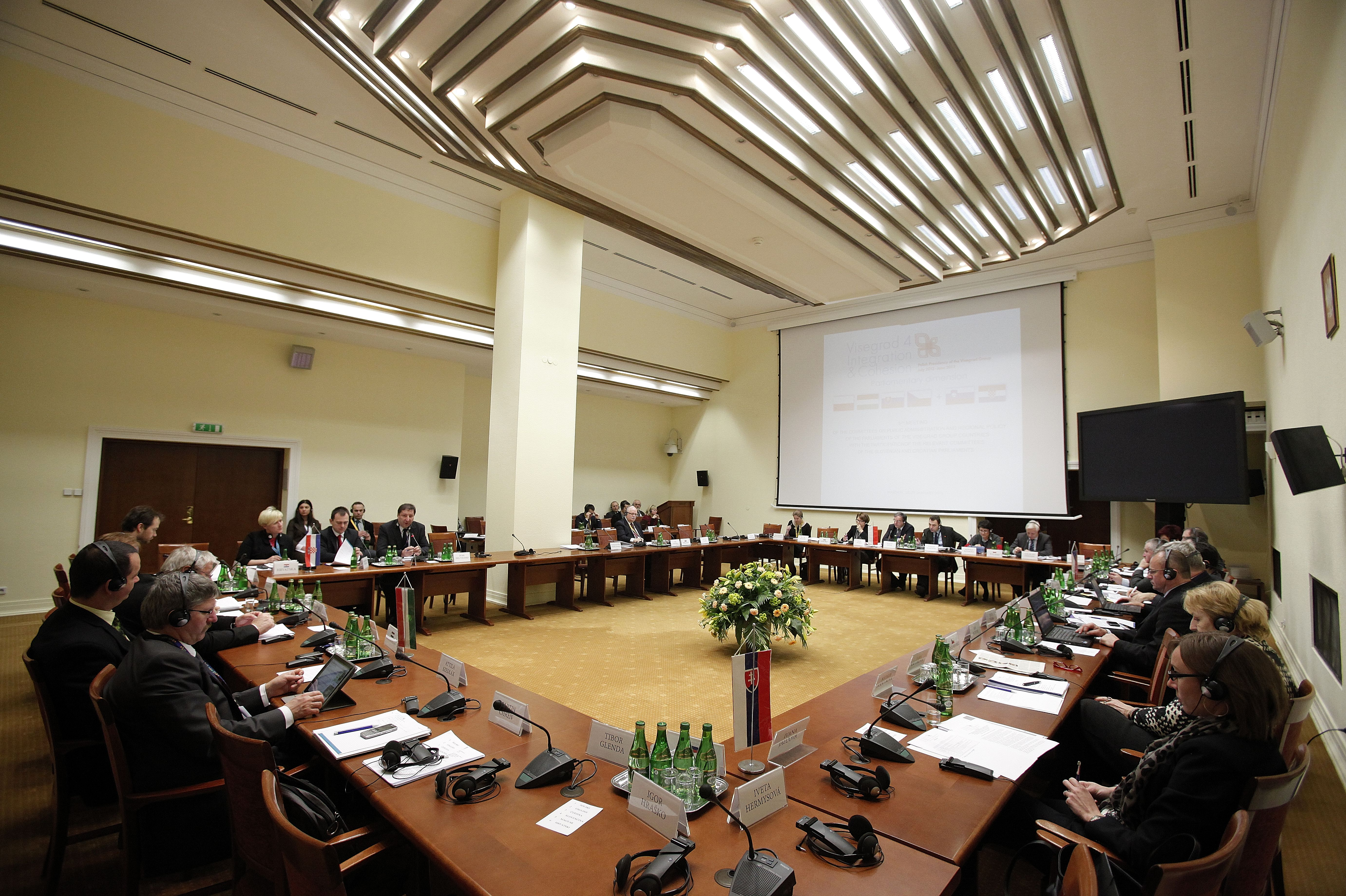
Sala konferencyjna w Nowym Domu Poselskim

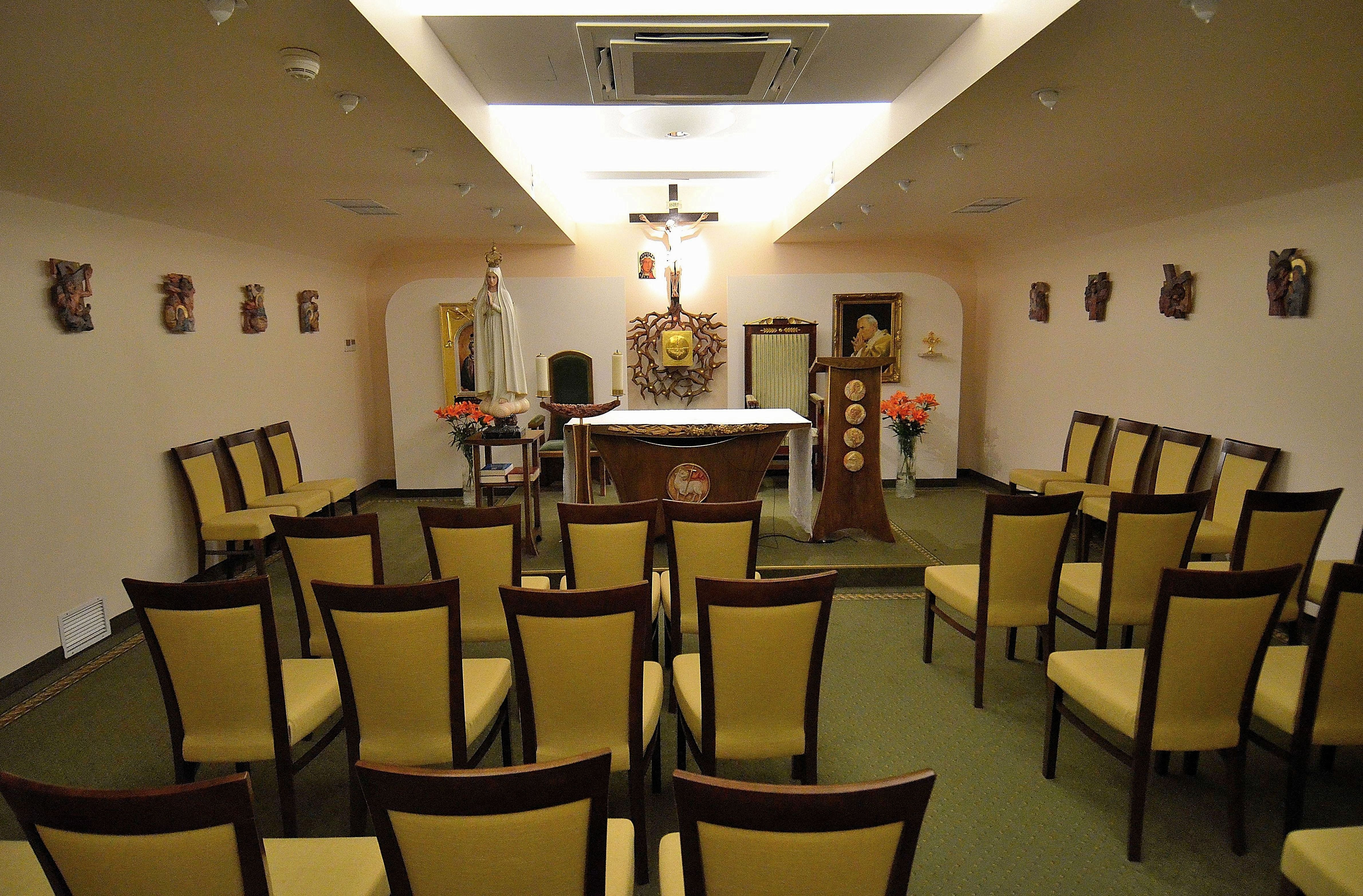
Kaplica sejmowa pw. Bogurodzicy Maryi Matki Kościoła

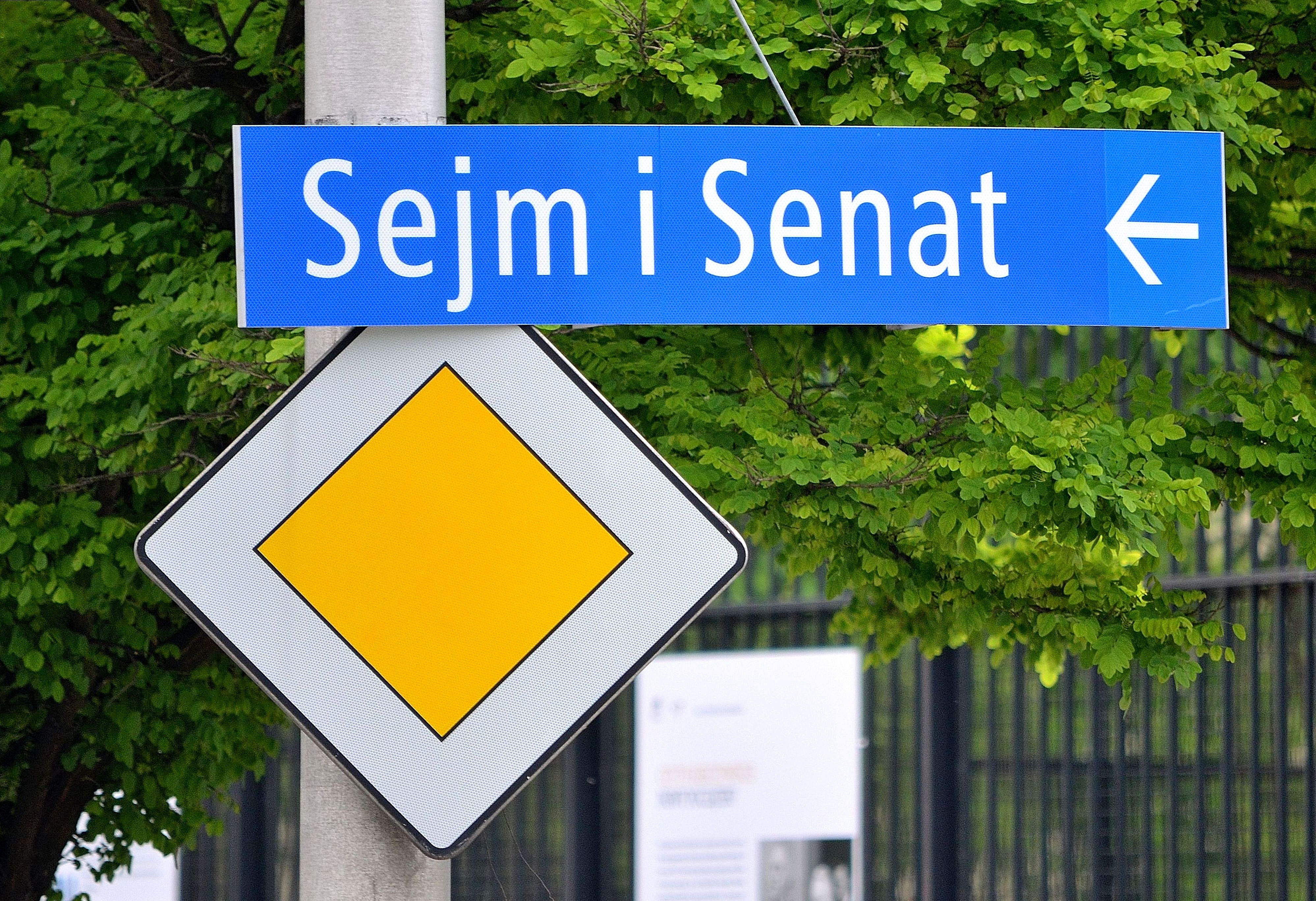
Tablica Miejskiego Systemu Informacji kierująca do kompleksu budynków Parlamentu (ulica Piękna)

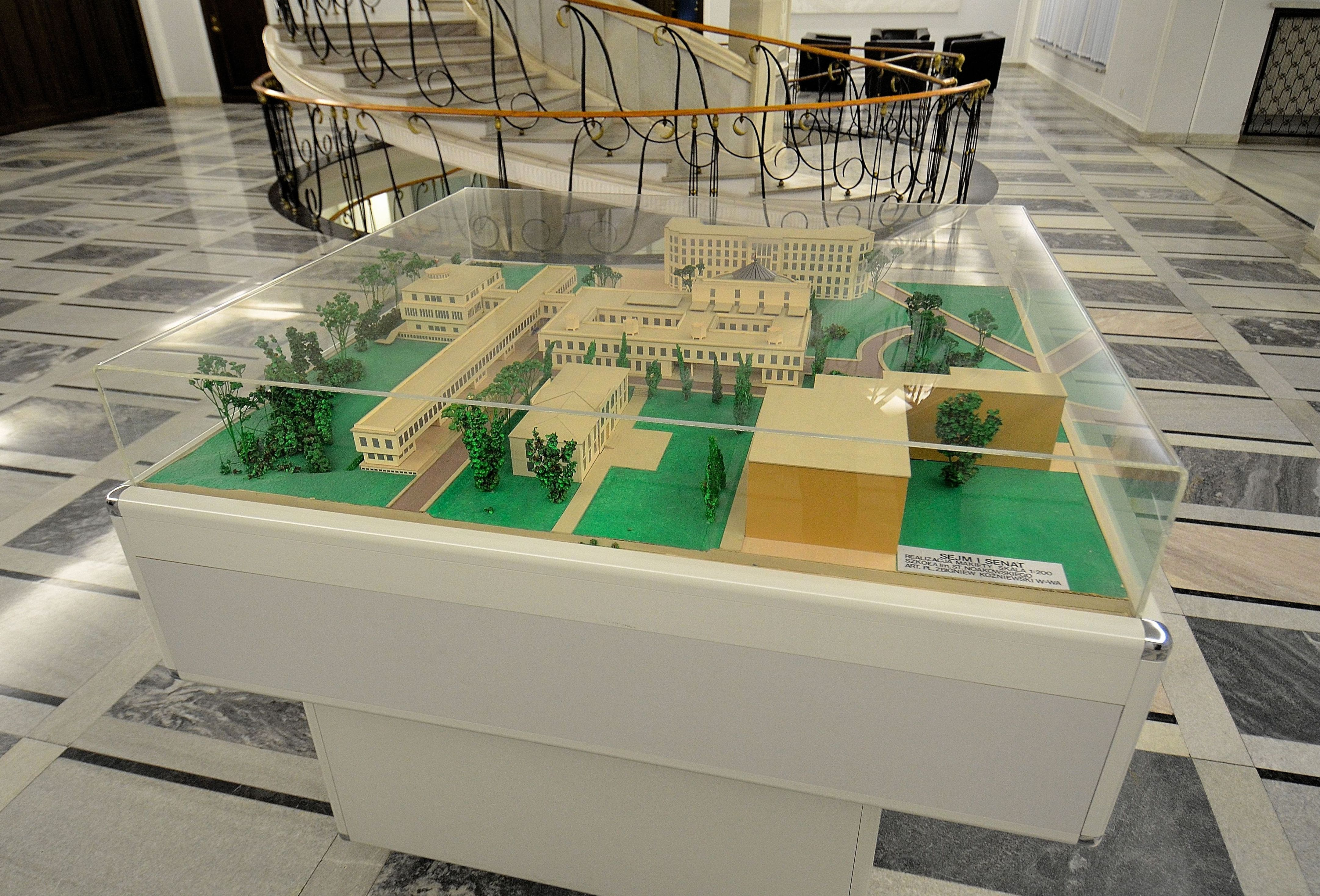
Makieta kompleksu budynków Sejmu i Senatu w gmachu Senatu (A)

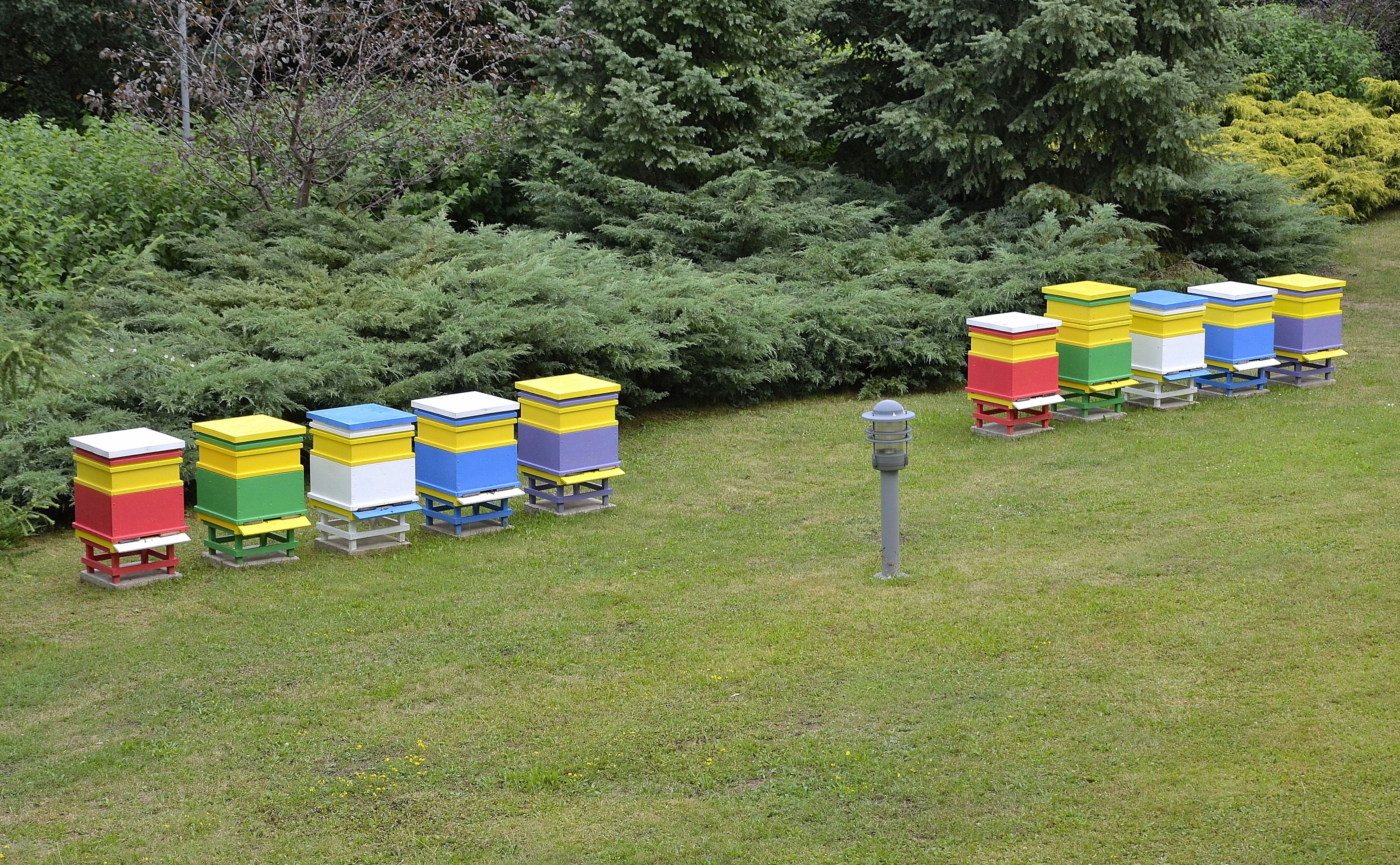
Pasieka przy gmachu Senatu

### Stary Dom Poselski
Dawny Hotel Sejmowy, nazywany obecnie Starym Domem Poselskim, został wzniesiony według projektu Kazimierza Skórewicza na planie nieforemnej podkowy, nierównymi ramionami zwróconej w stronę południową. Od strony północnej oś środkowa tego budynku została podkreślona płaskim ryzalitem, narożniki są owalne. Gmach ten został połączony z Salą Posiedzeń łącznikiem parterowym, który Pniewski nadbudował o piętro, zachowując pierwotną balustradową attykę.
Po wojnie według projektu Bohdana Pniewskiego do budynku została dobudowana nowa część, wydłużając go w stronę ul. Górnośląskiej. W ten sposób przed hotelem powstał dziedziniec wewnętrzny, na który prowadzą bramy od ulic Wiejskiej i Górnośląskiej. Przyuliczny narożnik Pniewski wystylizował na cylindryczną basztę.
W budynku mieści się m.in. Biblioteka Sejmowa.

### Nowy Dom Poselski
Przedwojenny hotel stał się z biegiem lat zbyt ciasny. Nowy Dom Poselski powstawał na bazie projektu Małgorzaty Handzelewicz-Wacławek przy współpracy Andrzeja Kaliszewskiego. Został przekazany do użytku wiosną 1989.
Zamyka on teren należący do Sejmu od północnego zachodu. Od strony skarpy ma trzy kondygnacje mieszkalne, z przeciwnej sześć. Elewacje pokryte ciemnoszarą okładziną z blachy miedzianej z wytłoczonym wzorem, nawiązującym do renesansowych, manierystycznych portali. Wejście główne znajduje się od strony ulicy Senackiej. Hall główny w nowym hotelu rozciąga się na dwóch poziomach parteru, łączących się schodami. Mieści się w nim recepcja, kasy biletowe – PKP Intercity oraz LOT-u, ajencja banku PKO, hotelowe zakłady usługowe, księgarnia i sklepiki, a także basen, sauna i sala konferencyjna. Na parterze znajdują się restauracja i cocktail-bar. Rozbudowę obiektu przeprowadzono w latach 1987–1994.
W 2015 salę konferencyjną w Nowym Domu Poselskim, w której najczęściej obraduje Komisja Polityki Społecznej i Rodziny, nazwano imieniem Jacka Kuronia. Przy wejściu do sali znajduje się tablica upamiętniająca czwórkę posłów i pracownika Kancelarii Sejmu, którzy zginęli w wypadku samochodowym w 1994.

#### Kaplica sejmowa
Na poziomie –1 Nowego Domu Poselskiego znajduje się kaplica Bogurodzicy Maryi Matki Kościoła należąca do parafii św. Aleksandra. Została wyświęcona 1 maja 1993 przez kardynała Józefa Glempa, natomiast krzyż ołtarzowy i płaskorzeźbione stacje Drogi Krzyżowej autorstwa Jana Tutaja, ufundowane ze składek parlamentarzystów, zostały poświęcone w czerwcu 2007 przez kardynała Kazimierza Nycza.
Bardzo cennym elementem wyposażenia kaplicy jest oryginalny fotel papieża Jana Pawła II wykorzystywany w czasie wizyty Ojca Świętego w Sejmie w 1999. W marcu 2006 wprowadzono tutaj relikwie św. Joanny Beretty Molli. W lutym 2014 do kaplicy przekazana została figura „Anioła Dziecka Utraconego”, która jest nawiązaniem do podobnej istniejącej w latach 20. XX wieku. Figura przedstawia anioła trzymającego w swoich rękach małe dziecko nienarodzone i wpatrzonego w oblicze Ojca Niebieskiego. Aktu ofiarowania dokonano w Częstochowie przy okazji pielgrzymki parlamentarzystów w obecności kapelana sejmowego ks. Pawła Powierza.
W 2015 do kaplicy zostały wprowadzone relikwie (krew) św. Jana Pawła II, a w 2020 relikwie (włosy) św. Maksymiliana Marii Kolbego.
Codziennie, od poniedziałku do piątku, o godz. 7.30 w kaplicy odprawiana jest Msza Święta.

### Budynek Komisji Sejmowych (nowy)
W 2019 pod adresem ul. Wiejska 1 został oddany do użytku Budynek Komisji Sejmowych zaprojektowany przez Stelmach i Partnerzy Biuro Architektoniczne.

### Budynki administracyjne

#### Sortownia korespondencji
Budynek powstał w latach 2008-2010. Składa się z czterech podziemnych kondygnacji oraz naziemnego pawilonu o lekkiej, ażurowej konstrukcji. Zaprojektowała go lubelska pracownia architektoniczna Bolesława Stelmacha, która wygrała konkurs na projekt rozbudowy Sejmu. W naziemnej części budynku mieszczą się recepcja, miejsce skanowania przesyłek oraz windy. W podziemiach znajdują się sortownia listów, centrum nadawcze, magazyny oraz garaż. Dwa piętra, na których pracują ludzie, mają dostęp do światła dzięki kwadratowemu atrium-studni, w którym działa panoramiczna winda

## Plan kompleksu

Plan zespołu budynków sejmowych:
A – sala posiedzeń Senatu
B – budynek administracyjny
C, D – budynek główny Sejmu
E, F – (Nowy) Dom Poselski
G – budynek komisji sejmowych
H – budynek administracyjny, biuro przepustek, księgarnia
I – sala posiedzeń Sejmu
J – budynek administracyjny
K – budynek administracyjny (Stary Dom Poselski), sekretariaty komisji sejmowych, Biblioteka Sejmowa
L, Ł – budynki administracyjne
N – sortownia korespondencji

## Tereny zielone
Kompleks budynków Sejmu i Senatu tworzy układ architektoniczno–parkowy o powierzchni ponad 6 ha, z czego blisko połowę stanowią tereny zielone. Najpopularniejsze rośliny to cisy, jodły kalifornijskie, świerki srebrne, żywotniki, jałowce i azalie. Można tu również obejrzeć brzozę papierową, sosnę żółtą, choinę kanadyjską oraz glediczję trójcierniową. Część roślin szczęśliwie przetrwała II wojnę światową.

## Zwierzęta na terenie kompleksu sejmowego
Najwyższy z budynków sejmowych, Stary Dom Poselski (K), jest od wielu lat miejscem gniazdowania pustułek.
W czerwcu 2015 na terenie ogrodu sejmowego, za budynkiem Senatu (A), powstała pasieka składająca się z 10 uli. Jest to akcja ekologiczna polskiego parlamentu, który wspiera w ten sposób ochronę tych owadów. Przy Senacie zamieszkały pszczoły rasy kraińskiej – bardzo aktywne, pracowite, o łagodnym usposobieniu.

## Zwiedzanie budynków Parlamentu
Gmachy Sejmu i Senatu można zwiedzać przez cały rok w grupach zorganizowanych, a także indywidualnie m.in. podczas dni otwartych i Nocy Muzeów. Oprowadzaniem i upowszechnianiem wiedzy o Sejmie zajmuje się wyspecjalizowana jednostka Kancelarii Sejmu – Wszechnica Sejmowa. Co roku kompleks budynków Parlamentu przy ulicy Wiejskiej odwiedza ok. 100 tys. osób.
Zagadnienia związane ze wstępem i poruszaniem się po kompleksie reguluje Zarządzenie nr 1 Marszałka Sejmu z dnia 9 stycznia 2008. Zakazuje ono m.in. wejścia do budynków Parlamentu osobom, które swoim zachowaniem lub wyglądem naruszają powagę Sejmu i Senatu. Dozwolone jest za to fotografowanie, z wyjątkiem fotografowania osób znajdujących się w kaplicy sejmowej, basenie w Nowym Domu Poselskim, Czytelni Biblioteki Sejmowej, a także restauracjach i innych punktach gastronomicznych znajdujących się na terenie kompleksu.